# 大喜利 (笑点)
本項では、日本テレビの『金曜夜席』および『笑点』と関連番組『BS笑点』『笑点Jr.』で放送される大喜利コーナーについて記載する。

## 概要
大喜利は原則として演芸の後に行われるが、稀に放送時間全てを大喜利に充てた拡大版を放送することもある。また、不定期に前述の拡大版で日本テレビのアナウンサーや若手噺家などゲストを招いて、笑点メンバーらと対抗形式やペア形式で大喜利を行う特別企画も放送されている。
初代司会者の立川談志から4代目司会者の5代目圓楽の就任当初の1983年3月ごろまではCMが終わって画面が切り替わった時点で既にメンバー全員が板付き（座っている）状態で挨拶が始まっていたが、1983年4月頃以降は当時ディレクターだった飯田達哉の提案により落語家が公演の際に舞台上に上がる時の動きを踏襲した演出が導入され、笑点のオープニング曲を出囃子として、曲に合わせて上手からメンバーらが1人ずつ入場するようになった。現在（2024年4月以降）では、小遊三→一之輔→たい平→晴の輔→好楽→宮治の順に登場する。メンバーが座り、一旦全員の姿が映された後で司会者（現在は6代目司会者の春風亭昇太）が入場し、席に着いて大喜利が始まるようになった。「リモート大喜利」でも当初はこの演出が踏襲されていたが、収録が舞台上に移行した2020年7月26日放送分から11月15日放送分（リモート形式が終了してから当面の間）までは省略されていた。
大喜利開始の際に司会者が「〇〇な皆様方のご挨拶からどうぞ」と言って、続いて大喜利メンバーが下手側から順番に20秒から30秒ほどの短めの挨拶を行う。この時にメンバーが出演する寄席やイベント、自身が出版・発売した書籍や商品などの告知を行うケースがある。その後、座布団運びの短めの挨拶となる。メンバーの挨拶が一通り終わると、司会者は「良い答えには座布団を与え、悪い答えには座布団を没収」という基本的なルールの説明を発表してから本題に入る。司会者によっては後述の座布団10枚達成時の景品のヒントとなるキーワードを発表することもある。
ごくまれに大喜利の最中に不自然な座布団の増減が見られることがあるが、これは時間調節や下ネタなどの関係でその回答がカットされることがある事情による。答えを考えるために動きのない時間も生じるため、実際の大喜利の収録にはテレビ放送の2〜3倍の時間がかかっている。
以前は最後の問題（通常は3問目）が終わると司会者が締めの言葉を述べ、出演者全員が客席に向かって一礼する姿が映し出されて大喜利は終了したが、現在では3問目でのメンバー同士のやり取りが放送されたままエンディングに入るため、お辞儀をして番組を締める部分は2023年9月10日放送分からカットされた。2024年6月16日放送では3問目でメンバー全員が退場し、司会の昇太もメンバーに続いて退場したため、締めの挨拶が無いまま放送が終わるという前代未聞の展開となった。
2016年以前は毎年11月ごろになると、大喜利終了後に笑点メンバーが週替わりで翌年の『笑点暦』の告知を行っていた（1976年〈昭和51年〉版が最初）。2017年以降は形式が変更され、メンバーの1人が最初の挨拶の際に1度だけ告知をするようになった。

### ルールの起源
大筋は創設者である立川談志が考えたとする話が広く知られている。しかし、座布団を使うという点に関して言えば、実際にはのちにチーフプロデューサーを務めた小暮美雄が考案している。小暮によれば、以下のような経緯である。
アトラクションとしての大喜利は番組開始以前から存在し、寄席やテレビでも行われていた。悪い答えのペナルティとして、あたかも羽子板遊びのように「顔に墨を塗る」ということなどが行われていた。しかし、新しく始める『金曜夜席』でも「顔に墨を塗る」ということをやったのでは先行の演芸番組との差別化を図ることは難しいと判断されたため、最初は「そばを一杯食べさせる」という案が出たが実現せず、考えた末に「罰を与えるより褒美を与える」という逆転の発想が生まれた。ところが、褒美を与えるのなら何を与えるべきかという点でまたもや詰まってしまい、とりあえず「人形を与える」という案が出たものの気持ち悪いと思われ話が進まなかった。『金曜夜席』の初放送日が間近に迫る中、小暮は「私に任せてくれ」と言い切って、落語家が喜びそうなことはないかと新宿末廣亭に行ったが、褒美のことで頭がいっぱいで落語を楽しむところではなかった。結局、何も思いつかないまま末廣亭を出た小暮であったが、その時一緒に出てきた2人連れの「どうして落語家さんが代わる時、下の人（前座）が出て来て座布団を裏返すの?」という会話を耳にした小暮は、ここで初めて「座布団を与える」という発想が出てきた。そして、寄席で落語などを演じる場所を「高座」と呼ぶところから「（座布団を重ねることによって）高い所をもっと高くしたら（落語家が）喜ぶかもしれない」と思いつき、「私に任せてくれ」と周囲に言っていたことや初放送日が間近だったこともあって、「いい答えには座布団を与える」という小暮の案がそのまま通った。

### 基本ルール
司会者がお題を3問出し、挙手制で指名されたメンバーが機知を利かせた回答を返す。司会者の判断でいい回答（面白い回答や司会者やスポンサー（サントリー、日本香堂など、またはその商品）を褒める・持ち上げる回答など）には座布団1枚（特に優れた答えには2枚以上）が与えられ、悪い答え（つまらない回答や下品すぎる回答、司会者を貶す回答、落語などにある既存のネタを流用した回答、（お題以外での）歌やモノマネを用いる回答、座布団を直接催促するような回答や仕草など）は座布団を1枚、場合によっては2枚以上や全部没収される。なお、回答後の発言や行動によって座布団の獲得や没収を追加または撤回されたり、自分が答えなくても他のメンバーの回答や発言などが原因で座布団が増減するケースもある。また、司会者に無断でメンバーの間で座布団のやり取りをしたり、他のメンバーの座布団を横取りするような不正行為を行った場合も没収の対象となる。
なお、司会者が返しのセリフを挟む出題において、司会者にとって都合の悪いような回答やオチがわかりやすい回答が出た場合は、司会者が返しのセリフを無視したり、返しのセリフの部分でオチを回答者より先に言うなどして、回答を強制的に打ち切るケースもある。また回答者らは、まれに前述に該当するお題で司会者のセリフの部分を飛ばしたり忘れるなどして回答を終えてしまうケースもあり、この場合も司会者にクレームを付けられたり、座布団を没収される。逆に回答者の名前を呼び間違えたり、指す予定の回答者と別の回答者を指して直後に指し直す等、司会者側が回答者に対して不手際があった場合には回答の前におわびとして1枚与えたり、回答に対しての座布団に+1枚多く与えるケースもある。
獲得した座布団は一部の回（主に、後述の特殊な回）を除いて、次回に持ち越して引き継がれる。
獲得した座布団の枚数が10枚に達すると、座布団運びとアシスタントらから紙吹雪を撒いて祝福され、豪華賞品が贈られる。その際「座布団10枚獲得おめでとうございます。賞として○○（キーワード）にちなんだ素晴らしい賞品を差し上げます」と司会者が目録を読み上げ、その場でプレゼントできるものは贈呈される。旅行などのロケを伴う賞品は後日の演芸コーナーでその模様が放送される。
座布団10枚の達成は大喜利終了時が多いが、まれに序盤や中盤で発生するケースもある。その場合は賞品贈呈後に大喜利をそのまま続行し、獲得した賞品はその後座布団の枚数が減らされても剥奪されることはない。この場合の10枚達成の賞品は事前に複数個用意されている、または複数人に同時に贈呈可能なイベント事であるケースがほとんどであるため、賞品によっては後述の通り放送終了までに複数人が10枚達成した事例がいくつか存在しており、過去には6代目円楽が「同一放送回で2回座布団10枚に到達し、同じ賞品を2回獲得」といった珍事を達成したこともある（詳細は後述）。
メンバーの誰かが座布団10枚を達成した場合は、翌週（次の通常回）以降はリセットされて全員が座布団1枚から開始となるが、昇太司会期の2020年代以降は、新メンバー加入時にも何かしらの理由をつけて全員の座布団を1枚にリセットさせてから大喜利本編を開始するようになった。それ以前はメンバーの加入時の状況によって扱いが異なり、判明している2000年代以降の例を挙げると、たい平は師匠であるこん平の代演として加入した関係で、こん平が休演前に獲得していた枚数をそのまま引き継いでのスタートとなり、昇太は加入前最後の通常回でたい平が10枚達成していたことから昇太を含め全員が1枚からのスタート、三平の場合は加入前週の「歌丸ラスト大喜利」で歌丸が全員の座布団を全没収して終了させたため、他メンバー同様0枚からのスタートとなった。
正月特番の寿大喜利・チーム対抗戦など特殊な回は全員が座布団1枚から開始し、終了時に座布団の数が一番多いメンバー（チーム）に賞品を贈っている。
まれに司会者が座布団を獲得することがあるが、この座布団は次回に持ち越されない。大喜利メンバーが代理司会を務めた際には、自身の定席に座布団を与えることがあった。
座布団を与えるか没収するかは基本的に司会者の裁量であり、これを巡るメンバーと司会者の絶妙なやりとりが展開される。他にも司会者貶しネタに対して仇を討った回答も座布団獲得の対象となる。また、メンバーのスキャンダルが原因で座布団が没収された例もある（昇太司会時代）。座布団運び（山田）に関する答えが出た場合、座布団運びは司会者に無断で当該メンバーの座布団を没収したり、与えることがある（5代目圓楽司会時代より）。
座布団の枚数が10枚に近づいた場合は大抵司会者が過剰に座布団を没収したり、いい答えでも何かしら理由をつけて座布団を与えなかったり没収したりするため、実際は年に1回から3回程度、場合によっては1年以上座布団10枚達成が発生しないこともある。また、10枚獲得にリーチがかかった状況下での視覚的な演出は、放送開始以来特にされてこなかったが、2022年11月20日放送からは9枚目を獲得して10枚獲得にリーチがかかった際に、通常の紫地に白色で絵柄が描かれた座布団ではなく、色を反転させて白地に紫色で絵柄が描かれた「リーチ座布団」が積み上げられることになり、この回では3問目の最終回答で宮治が座布団獲得して9枚に到達した際に初めて披露された。10枚に到達すると10枚目は金色の座布団が与えられ、12月4日の放送で宮治が獲得した。
前田司会時代には「大喜利ナンバーワン」と称し、後述の通り前田が中央に位置した上2組に分かれて前田の左右に座り、座布団5枚を奪い合うルールとなっていた。また、大喜利メンバーが6人になってからは通常版とコスチューム大喜利の2本立てで行っていた。

### 座布団
大きさは60cm × 72cm。中は木綿。カバーにはちりめんが使われており、高級感もある。1枚当たりの製作費は公開されていないが、非常に高価とのこと。重さは1枚2.3キロあり、10枚重なった時でもバランスが保てるように厚みを追求している。このため、一度に運ぶ枚数が多くなると総重量が20キロを超えて1人で運ぶ事が困難になることからアシスタントと二人がかりで運ぶ場面も見られる。
放送開始時当時の座布団の色は水色で、1年ほどでピンク色に変わり、三波の司会就任後の1973年ごろに現在の紫色に変わっている。この他、司会席用の紺色の無地の座布団、座布団運び専用の赤い座布団が使われている。2022年からは、メンバーに与えられる座布団として前述の9枚目用「リーチ座布団」と、10枚目用の金色の座布団の2種類が追加されている。
座布団の一般販売は行われていない。番組側は出演者全員が10枚獲得する事態を考慮して、60枚用意されている。しかし、1991年（平成3年）12月29日の放送で全員が10枚獲得した際には歌丸と小遊三が11枚だったため座布団が足りなくなり、代わりに司会者（当時は5代目圓楽）用の紺色の座布団や、座布団運び（山田）専用の赤い座布団を急遽メンバーに渡すという珍事があった。
役目を終えた座布団は大喜利メンバーの元に引き取られているが、過去には視聴者にプレゼントされたり、1973年（昭和48年）8月に日本テレビ開局20周年記念イベントとして浅草寺で「笑点まつり」を開き、座布団を読経と奉焼で厳かに供養する「座布団供養」が行われた。また座布団は数年に一度不定期で交換されており、2009年（平成21年）3月22日放送分から最新の座布団が使用された際はバランスの関係上、座布団が多数積み上がると上に座るのは難しくなり、数が多い時は山田の補助を受けて座っている場合がある。
地方収録では万が一に備えて座布団60枚をトラックで運ぶ必要があり、移動の際に最もかさばる荷物は座布団だと言われている。

### 出題
主な出題例としては、以下のものがある。新しい形式や難しい（内容が複雑な）お題の場合、司会者が最初に例題を出すケースがある。
- 都々逸/川柳（特定の言葉を初句あるいは結句で固定するのがほとんど）/なぞかけ/前句付け/豊竹屋
- 頭文字シリーズ
  - 2つ以上の頭文字から始める小話や川柳などを作る。地方収録1週目の1問目に出題されるケースが多い。
- あったらいやな/誰だったらどんなシリーズ
- 二度と○○したくない●●/こんな○○は嫌だ
- 笑点・新漢字の遊び
  - 特定の部首に、いろいろな漢字を書いて新しい読みを作るのが基本。
- 笑点3人お詫びシリーズ○○編
  - 様々な状況で頭を下げて両隣のメンバー（一番端の場合は、右隣もしくは左隣2人[注 29]）とお詫びをした後、司会者もしくは謝罪されたメンバーが「それだけじゃないだろう!」と言った後に答えを返す。
  - このお題では、回答したメンバーが両隣のメンバーに罪を被せることがあり、その場合は罪を被せられたメンバーの方が問答無用で没収となるケースが多い。
- 笑点○○自慢合戦
  - 相手のメンバーを1人指名して行う。指名された相手は即興で返しを考えなければならないため難度の高い問題だが、後から指名された方に座布団が与えられるケースが多い。
- もっと○○シリーズ
  - メンバーが「○○なのは□□」と言い、司会者が「もっと○○なのは?」と聞いた後、もっと○○なものを答える。
- 笑点イエス・ノークイズ
  - メンバーがクイズを出題。司会者は「YES」と書かれた札を持ち、どんな場合でも「イエス」としか答えない[注 30]。クイズの正解を言った後、答えを返す。
- 笑点クロスワード
  - かな3文字で真ん中の文字が共通である2つの単語を、1つのフレーズに織り込む。
- 笑点お笑い窃盗団○○編
  - 窃盗団の子分に扮したメンバーが親分に扮した司会者に「○○を盗んでめえりやした」と報告、親分が「でかした」と言った後に答えを返す。地方収録の2週目3問目で行われることもある。
- 笑点お笑いタクシードライバー○○編
  - 地方収録の2週目の3問目で出題されるケースが多い。タクシードライバーに扮したメンバーが収録地の名所を案内し、観光客役の司会者が「ほんと?」と感心した後に答えを返す。またメンバーが扮する設定を人力車の車夫や観光バスのバスガイドに変えて出題されるケースもある。
- 笑点ご当地しりとり
  - 昇太時代初期の地方収録の1問目で行われていた。ヒントを言った後、司会者が言う言葉に続けて回答する[注 31]。ただし最後に「ん」がついた場合は、答えの内容に問わず座布団没収となる。
- 運命の○○年
  - 主に年内最後の放送で行われる。その年の主な出来事をメンバーが言い、「でも…!」の後にベートーベンの「交響曲第5番」の冒頭部が流れた後にオチをつける。まれに年末以外の時期でも「運命の昨日・今日」（この場合は昨日の出来事を言った後に「そして今日…!」と言ってから「交響曲第5番」・オチになる）などとして出題されるケースもある。
- 老夫婦の会話
- 笑点○○グッズ
  - 笑点メンバーの誰か（主に司会者）を冠にしたさまざまなグッズを提案し、司会者が「いいですね」と絶賛した後に続けて特徴やその後の展開などを回答する。
- 笑点ピッタリ5文字
  - お題のテーマの5文字に対する内容を、フリップに5文字ピッタリ収めて回答する。

1966年（昭和41年）5月15日放送の第1回目では「この世に女がいなければどうなるか」という問題が出された。後に2001年（平成13年）5月20日放送の35周年記念大喜利でも、同じ問題が出題されている。
1問目、2問目は最近の時事問題や芸能人の話題をネタにしたものが多いが、「新しい漢字を作る問題」・「都々逸シリーズ」・「あったら嫌な/誰だったらどんなシリーズ」が出ることもある。地方収録回では、必ず土地柄にちなんだ問題が用意される。
3問目は通常収録分では被り物を使うものが多く、地方収録では「笑点お笑い窃盗団○○編」「笑点お笑いタクシードライバー○○編」などの出題が恒例となっている。また、日本テレビがスペシャルウィークを開催する期間中には、それにちなんだお題が出題される。歌丸時代の末期（2016年1月から5月）には、スペシャルゲストが登場することが多かった。
寿大喜利では毎年「干支大喜利」と称し、3問目に司会者とメンバーがその年の干支の動物の着ぐるみを着てその干支に関する問題が出される。この場合は2問目の終わりに着替えのため一旦退場し、放送上でもCMを一旦挟んだ上で改めてオープニングと同じく入場する。
問題では「例の物」として小道具が用いられることがある。「例の物」として一番多いのは「フリップ」で、折り込み句（ご当地名などを平仮名にし、一文字ずつ文の最初に置いて川柳や都々逸調に詠む）シリーズや穴埋め問題などでも登場する。中には「かぶり物（多くがかつら・王冠・帽子・着ぐるみの頭の部分など）」が出てくることがある。かぶり物ネタでは、司会者もかぶり物をかぶる事が殆どで5代目圓楽司会期までは出題の際に座布団運びが渡していた。歌丸司会期からは本番開始の時点で予め見台の中に用意されており、出題の際に出してかぶるようになった。歌丸司会期にはかぶり物をかぶった姿をカメラがアップで映すのが定番となっており、かぶり物によってはメンバー（特に6代目円楽）がいじって座布団を没収される事もよくあった。その他の定番としてはチャイム（デパートなどでの呼び出し。「ディナーチャイム」と呼ばれる鉄琴風のタイプ）やコップ・帽子・手拭い・鍋・マイク・拡声機・携帯電話・ハンドルなど。時には1問目から3問目まで、その日の問題全てに道具を使った問題が出されるケースもある。
問題は2週間おきの収録に合わせて構成作家がまず60問ほどを作り、そこから司会者やチーフ構成作家が3問に絞った上で出題される。
2022年は、画面右上にお題の内容が小文字のテロップで常に表示されるようになった。また、同年2月に6代目円楽が闘病により休演に入った期間はエールを兼ねて6代目円楽に因んだお題が多く出題され、6代目円楽の代わりに出演するゲスト（ピンチヒッター）の人物に因んだお題が出されるケースもある。
2023年3月12日の放送では、チコちゃん（NHK総合・『チコちゃんに叱られる!』）が出演し、3問目はチコちゃんにちなんだお題が出された。

### メンバーのキャラ設定・回答
好楽の貧乏・暇キャラ、小遊三の変態・泥棒キャラなどに代表されるように、出演者にはそれぞれ性格づけがなされている。これらは作ったものではなく自然にできていったものである旨を歌丸が言及している。
「笑点の大喜利には台本が存在し、回答は放送作家が考えている」といった都市伝説が時々流れるが、その認識は時代や演者・関係者によって異なっており、初代司会者の談志は「笑点は司会者と回答者のコールアンドレスポンスを楽しむもの。台本はある」と発言。昇太はこの噂について「僕からは何も言えません」とコメントし、木久扇は台本は存在するものの、あくまでも番組進行に関するものであり、歌丸は台本通りに喋っていなかったこと、回答は書かれていないこと、リハーサルがほとんどないこと、長年の経験から回答が浮かぶことを述べている。
また、「台本として書いているわけではないが回答案を提示しており、これを無視するメンバーもいれば、そのまま喋るメンバーもいるため、ある意味作家が一部考えているともいえる」「大喜利の中でも特に爆笑を誘う、いわゆる身内いじりは各メンバーのアドリブが多い」とする元スタッフからの証言も報じられたことがある。
昇太や小遊三と親交がある高田文夫は著書『TOKYO芸能帖 1981年のビートたけし』で学生時代（番組初期）に大喜利の答えを考える「バイト」をしていたことを述べており、6代目円楽もその「バイト」をしていた時期があることも記されている。

### 色紋付
スタッフが容易に識別出来るように、笑点メンバーは衣装の色によりラベリングされている。談志時代の頃から導入されていたが、その当時はカラーテレビの普及率が低かったことから、1968年（昭和43年）から1969年（昭和44年）までの冬場数カ月限定で着用していた。談志の降板後は落語家ではない司会者の前田のみほぼ毎週着用していたが、1970年（昭和45年）秋口ごろからはメンバーも毎週着用するようになり、司会が三波に交代した後でほぼ現在の形に定着した。
大喜利メンバーらがカラフルな色紋付を着用するようになったのは、カラー放送用の映像の色調整をするためだったといわれている。そのため当時のメンバーらは深く考えずに自分の好みの色など適当な色紋付を選んだが、これが番組本編内で定着して現在に至った。なお、稀に紋付の色が変更される場合があり、メンバーでは木久蔵（木久扇）、九蔵（好楽）などが出演途中で色変更を経験している（後述の歴代席順を参照）。
例年8月の放送（『24時間テレビ』を除く）では、週替わりでメンバー全員が同じ白色の麻の着物もしくは「笑点」の柄の入った浴衣で登場する。
2024年4月の時点で番組で用いられている色紋付は、銀鼠色・水色・濃紺色・橙色・鳥の子色・桃色・若草色・朱色の8種類となっている。
2016年（平成28年）の三平加入時以降、新たに加わったメンバーの色紋付については加入初回ではなく加入2回目以降のいずれかの放送回で登場する際に披露される形式が採られており、加入初回は黒紋付袴で登場し、宮治は加入3回目での披露、一之輔は加入3か月での披露でそれまでは自前の高座着を着て出演となっている。一方で三平と晴の輔は加入2回目（自前の高座着は使用せず）で披露されている。なお、五代目圓楽の司会就任時はあくまで正式な司会者が決まるまでのつなぎと考えられていたためか、色紋付が披露されるまで10か月かかっている。

## 歴代席順
現在の出演者については笑点#出演者を参照のこと。
5人制、大喜利ナンバーワン、前田・三波司会、圓楽司会、歌丸司会、昇太司会
『金曜夜席』放送開始時から現在までの席順の一覧表を紹介する（1965年から2006年までの圓楽は5代目圓楽、2010年以降の円楽は「楽太郎」から襲名した6代目円楽）。また、ここでは歴代のメンバー落語家の配色も並べる。「出演者休演時などの一時的な席順」の表内での斜体文字は代理・臨時での出演や担当、括弧つきはリモートでの出演。
番組では原則としてメンバーの交代を期に席替えが行われるが、時折メンバー自身の希望やスタッフの意向や判断により席替えを行うケースもある。しかし、2006年（平成18年）に歌丸が司会に昇格、こん平が病気療養のため降板した際に、空席となった歌丸の席に昇太、こん平の席に代理メンバー時代から引き続いてたい平が座ったケースや2016年（平成28年）5月29日より昇太が大喜利メンバーから司会者に昇格し、新たに加入した三平が昇太の席に入ったように、2000年代から2010年代にかけてはメンバーの入れ替えがあっても他のメンバーを含めた席替えは行われず、前のメンバーが座っていた場所に新メンバーがそのまま入るケースが長らく続いていた。既存メンバーの位置が入れ替わるという意味合いでの席替えは1992年（平成4年）4月にスタッフの意向によって好楽と小遊三の位置が入れ替えられたのを最後に長らく行われていなかったが、2022年（令和4年）に宮治が加入した際には、レギュラー放送の大喜利としては約30年ぶりとなる大幅な席替えが実施された。
大喜利メンバーが代理司会を務める場合は、以前は代理司会者の定位置を詰めて行っていたが、2014年5月以降は定位置を空席にした状態（前回までに獲得した座布団のみが積まれている状態）で行われている。
2019年以降は大喜利メンバーが体調不良や入院などで休演する際は、笑点メンバー以外の様々な落語家がピンチヒッターとして当該メンバーの席に座って出演するケースがある。
2020年9月27日放送分から2022年11月20日放送分まではソーシャルディスタンスを配慮して、メンバー1人1人の間にアクリル板の仕切りが設置されていた。さらに、同放送分から2021年11月14日放送分まではメンバーらは横1列ではなく前後ジグザグに並ぶ形で座り、2週（1回の収録分）ごとにメンバーの前列と後列を入れ替えていた。

### 5人制
| 期間                           | 司会 | 出演メンバー（左側が下手） | 出演メンバー（左側が下手） | 出演メンバー（左側が下手） | 出演メンバー（左側が下手） | 出演メンバー（左側が下手） | 座布団運び  | 備考 |
| ------------------------------ | ---- | -------------------------- | -------------------------- | -------------------------- | -------------------------- | -------------------------- | ----------- | --- |
| 1965年3月12日 1965年3月26日    | 圓楽 | 歌丸                       | 小痴楽                     | 談志                       | 円弥                       | きん平                     | 〆子        | 『金曜夜席』放送当時の席順。 |
| 1965年4月9日                   | 圓楽 | 歌丸                       | 小痴楽                     | 談志                       | こん平                     | きん平                     | 〆子        | 円弥が降板し、こん平が加入。 |
| 1965年4月23日 - 1966年4月22日  | 談志 | 歌丸                       | 小痴楽                     | 圓楽                       | こん平                     | きん平                     | 〆子        | 談志と圓楽の位置が入れ替わり、 談志が司会者、圓楽が回答者となる。                                                                                                  |
| 1966年5月15日 - 1967年1月22日  | 談志 | 金遊                       | こん平                     | 圓楽                       | 小痴楽                     | 歌丸                       | 勝松        | 『笑点』放送開始当時の席順。 座布団運びが勝松に交代。 『金曜夜席』終了後にきん平が死去したため、金遊が加入。 こん平と小痴楽の位置が入れ替わる。 歌丸が右端に移動。 |
| 1967年1月29日 - 1968年10月27日 | 談志 | 金遊 ↓ 小圓遊              | こん平                     | 圓楽                       | 小痴楽                     | 歌丸                       | 石井        | 座布団運びが石井に交代。 1968年9月29日、金遊が4代目小圓遊を襲名。                                                                                                  |
| 1968年11月3日 - 1969年3月30日  | 談志 | 歌丸                       | こん平                     | 圓楽                       | 小痴楽                     | 小圓遊                     | 石井 ↓ 毒蝮 | 歌丸と小圓遊の位置が入れ替わる。 この期間は、毎週メンバー全員が色紋付を着用。 1968年12月15日、石井が毒蝮に改名。                                                   |
| 1969年4月6日 - 1969年11月2日   | 談志 | さん吉                     | 栄橋                       | 好生                       | 勝二                       | かゑる                     | 毒蝮        | 大喜利メンバーが全員降板した事に伴い、 メンバー総入れ替えとなる。                                                                                                  |

### 大喜利ナンバーワン
| 期間                          | 司会 | 出演メンバー            | 出演メンバー            | 座布団運び | 座布団運び | 備考 |
| 期間                          | 司会 | 歌奴チーム              | 金馬チーム              | 歌奴チーム | 金馬チーム | 備考 |
| ----------------------------- | ---- | ----------------------- | ----------------------- | ---------- | ---------- | --- |
| 1969年11月9日 - 1970年6月14日 | 前田 | 歌奴 小圓遊 勝二 木久蔵 | 金馬 歌丸 小きん さん吉 | 夢丸       | 笑遊       | 司会者が前田に交代。 勝二とさん吉以外のメンバーが全員降板。 歌奴・金馬・小きん・木久蔵が加入。 歌丸と小圓遊が復帰。 座布団運びが笑遊と夢丸に交代。 この間は歌奴チームと金馬チームによる対抗戦形式で実施された。 |

### 前田・三波司会
| 期間                           | 司会   | 出演メンバー（左側が下手） | 出演メンバー（左側が下手） | 出演メンバー（左側が下手） | 出演メンバー（左側が下手） | 出演メンバー（左側が下手） | 出演メンバー（左側が下手） | 座布団運び         | 備考 |
| ------------------------------ | ------ | -------------------------- | -------------------------- | -------------------------- | -------------------------- | -------------------------- | -------------------------- | ------------------ | --- |
| 1970年6月21日 - 1970年12月13日 | 前田   | 歌丸                       | 木久蔵                     | 圓窓                       | 圓楽                       | 小きん                     | 小圓遊                     | 小野 米助 (補佐役) | 前田・歌丸・木久蔵・小きん・小圓遊以外の メンバーが全員降板。 圓楽が復帰し、圓窓が加入。 現在のメンバー数が確立。 座布団運びが小野と補佐役の米助に交代。 1970年秋ごろから、 毎週メンバー全員が色紋付を着用するようになる。 |
| 1970年12月20日 - 1971年7月11日 | 三波   | 歌丸                       | 木久蔵                     | 圓窓                       | 圓楽                       | 小きん                     | 小圓遊                     | 小野 米助 (補佐役) | 司会者が三波に交代。 |
| 1971年7月18日 - 1972年7月23日  | 三波   | 歌丸                       | → 木久蔵                   | 圓窓                       | 圓楽                       | 小きん                     | 小圓遊                     | 松崎               | 座布団運びが松崎に交代。 1971年秋ごろ、 木久蔵の色紋付が赤色から黄色に変わる。 |
| 1972年7月30日 - 1977年3月27日  | → 三波 | 歌丸                       | 木久蔵                     | 圓窓                       | 圓楽                       | こん平                     | 小圓遊                     | 松崎               | 小きんが降板し、こん平が復帰。 1972年秋ごろ、三波の色紋付が 紅赤色（洋紅色）から白色に変わる。 |
| 1977年4月3日 - 1977年8月21日   | 三波   | 圓窓                       | 木久蔵                     | 歌丸                       | こん平                     | 小圓遊                     |                            | 松崎               | 圓楽が再び降板。この間は5人で大喜利を行う。歌丸と圓窓が入れ替わる。 |
| 1977年8月28日 - 1979年9月2日   | 三波   | 歌丸                       | 木久蔵                     | 楽太郎                     | 夢之助                     | こん平                     | 小圓遊                     | 松崎               | 圓窓が降板し、夢之助と楽太郎が加入。 |
| 1979年9月9日 - 1980年10月12日  | 三波   | 楽太郎                     | こん平                     | 歌丸                       | 九蔵                       | 木久蔵                     | 小圓遊                     | 松崎               | 夢之助が降板し、九蔵が加入。 同時に、メンバーが席を移動。 |
| 1980年11月2日 - 1981年12月27日 | 三波   | 楽太郎                     | 木久蔵                     | 歌丸                       | 朝次                       | 九蔵                       | こん平                     | 松崎               | 小圓遊の急逝に伴い、朝次が桃色の紋付で加入。 これに伴い、九蔵の色紋付が桃色から水色に 変わると同時に5列目に移動。 木久蔵が2列目に移動。 こん平が右端に移動。                                                               |
| 1982年1月3日 - 1982年9月26日   | 三波   | 朝次                       | 楽太郎                     | 木久蔵                     | 歌丸                       | 九蔵                       | こん平                     | 松崎               | 朝次が左端に移動。 |
| 1982年10月3日 - 1982年12月26日 | 三波   | 九蔵                       | こん平                     | 歌丸                       | 朝次                       | 楽太郎                     | 木久蔵                     | 松崎               | メンバーの席順が入れ替わる。 |

### 圓楽司会
| 期間                            | 司会   | 出演メンバー（左側が下手） | 出演メンバー（左側が下手） | 出演メンバー（左側が下手） | 出演メンバー（左側が下手） | 出演メンバー（左側が下手） | 出演メンバー（左側が下手） | 座布団運び | 備考 |
| ------------------------------- | ------ | -------------------------- | -------------------------- | -------------------------- | -------------------------- | -------------------------- | -------------------------- | ---------- | --- |
| 1983年1月9日 - 1983年10月9日    | → 圓楽 | 九蔵 ↓ 好楽                | こん平                     | 歌丸                       | 朝次                       | 楽太郎                     | 木久蔵                     | 松崎       | 三波の急逝に伴い、圓楽が司会者として復帰。 4月3日、九蔵が圓楽門下に移籍、好楽に改名。 9月4日、圓楽の色紋付が紺色に定着。   |
| 1983年10月16日 - 1983年12月25日 | 圓楽   | 楽太郎                     | 木久蔵                     | 小遊三                     | 歌丸                       | 朝次                       | こん平                     | 松崎       | 好楽が降板し、小遊三が加入。 メンバーの席順が入れ替わる。                                                                  |
| 1984年1月1日 - 1984年9月30日    | 圓楽   | 小遊三                     | 木久蔵                     | 楽太郎                     | 歌丸                       | 朝次                       | こん平                     | 松崎       | 小遊三と楽太郎の位置が入れ替わる。                                                                                         |
| 1984年10月7日 - 1985年3月31日   | 圓楽   | 小遊三                     | 木久蔵                     | 楽太郎                     | 歌丸                       | 朝次                       | こん平                     | 山田       | 座布団運びが山田に交代。                                                                                                   |
| 1985年4月7日・ 1985年4月14日    | 圓楽   | 小遊三                     | 木久蔵                     | 楽太郎                     | こん平                     | 朝次                       |                            | 山田       | 歌丸が病気療養により一時休演。 こん平が4列目に移動。                                                                       |
| 1985年4月21日 - 1985年6月30日   | 圓楽   | 小遊三                     | 木久蔵                     | 楽太郎                     | こん平                     | 朝次                       | 歌丸                       | 山田       | 歌丸が復帰と同時に右端に移動。                                                                                             |
| 1985年7月7日 - 1985年12月29日   | 圓楽   | 小遊三                     | 木久蔵                     | 歌丸                       | 楽太郎                     | こん平                     | 朝次 ↓ 才賀                | → 山田     | 歌丸が3列目に移動。 9月1日、朝次が真打昇進と同時に 7代目才賀を襲名。 1985年秋ごろ、山田の色紋付が 赤紫色から朱色に変わる。 |
| 1986年1月5日 - 1988年3月27日    | 圓楽   | 才賀                       | 小遊三                     | 木久蔵                     | 歌丸                       | 楽太郎                     | こん平                     | 山田       | 才賀が左端に移動。 |
| 1988年4月3日 - 1992年4月12日    | 圓楽   | 好楽                       | 小遊三                     | 木久蔵                     | 歌丸                       | 楽太郎                     | こん平                     | 山田       | 才賀が降板し、好楽が復帰。                                                                                                 |
| 1992年4月19日 - 2006年5月14日   | 圓楽   | 小遊三                     | 好楽                       | 木久蔵                     | 歌丸                       | 楽太郎                     | こん平                     | 山田       | 好楽と小遊三の位置が入れ替わる。 以後14年間は代理出演を除き、 このメンバー・席順となる。                                   |

### 歌丸司会
| 期間                          | 司会   | 出演メンバー（左側が下手） | 出演メンバー（左側が下手） | 出演メンバー（左側が下手） | 出演メンバー（左側が下手） | 出演メンバー（左側が下手） | 出演メンバー（左側が下手） | 座布団運び | 備考 |
| ----------------------------- | ------ | -------------------------- | -------------------------- | -------------------------- | -------------------------- | -------------------------- | -------------------------- | ---------- | --- |
| 2006年5月21日 - 2007年9月2日  | 歌丸   | 小遊三                     | 好楽                       | 木久蔵                     | 昇太                       | 楽太郎                     | たい平                     | 山田       | 5代目圓楽が大喜利司会を勇退し、 歌丸が正式に司会者に就任。 昇太が加入。 こん平の事実上の降板に伴い、たい平が正式メンバーに昇格。 |
| 2007年9月9日 - 2007年9月16日  | → 歌丸 | 小遊三                     | 好楽                       | 木久蔵                     | 昇太                       | 楽太郎                     | たい平                     | 山田       | 9月9日、歌丸の色紋付が若草色から深緑色に変わる。                                                                                 |
| 2007年9月23日 - 2010年2月21日 | 歌丸   | 小遊三                     | 好楽                       | 木久蔵 ↓ 木久扇            | 昇太                       | 楽太郎                     | たい平                     | 山田       | 2007年9月23日放送の「ダブル襲名披露口上」を 以て、木久蔵が木久扇に改名。                                                         |
| 2010年2月28日 - 2016年5月22日 | 歌丸   | 小遊三                     | 好楽                       | 木久扇                     | 昇太                       | 楽太郎 ↓ 円楽              | たい平                     | 山田       | 2010年2月28日放送の「六代目円楽襲名披露口上」を以て、 楽太郎が6代目円楽を襲名。                                                  |

### 昇太司会
| 期間                           | 司会 | 出演メンバー（左側が下手） | 出演メンバー（左側が下手） | 出演メンバー（左側が下手） | 出演メンバー（左側が下手） | 出演メンバー（左側が下手） | 出演メンバー（左側が下手） | 座布団運び | 備考 |
| ------------------------------ | ---- | -------------------------- | -------------------------- | -------------------------- | -------------------------- | -------------------------- | -------------------------- | ---------- | --- |
| 2016年5月29日 - 2021年12月26日 | 昇太 | 小遊三                     | 好楽                       | 木久扇                     | → 三平                     | 円楽                       | たい平                     | 山田       | 歌丸が大喜利司会を勇退し、 昇太が司会者に就任。 三平が加入。 2016年6月5日、三平の色紋付が丁子色に定着。                                     |
| 2022年1月23日 - 2023年1月29日  | 昇太 | 小遊三                     | 円楽                       | たい平                     | 木久扇                     | 好楽                       | → 宮治                     | 山田       | 三平が降板し、宮治が加入。 宮治の加入に伴い、（後述の特例を除けば） 30年ぶりに席替えが行われた。 2022年2月6日、宮治の色紋付が若草色に定着。 |
| 2023年2月5日 - 2024年3月31日   | 昇太 | 小遊三                     | → 一之輔                   | たい平                     | 木久扇                     | 好楽                       | 宮治                       | 山田       | 円楽の死去に伴い、一之輔が加入。 2023年4月30日、一之輔の色紋付が濃紺色に定着。                                                              |
| 2024年4月7日 -                 | 昇太 | 小遊三                     | 一之輔                     | たい平                     | → 晴の輔                   | 好楽                       | 宮治                       | 山田       | 木久扇が勇退し、晴の輔が加入。 2024年4月14日、晴の輔の色紋付が鳥の子色に定着。                                                              |

### チーム対抗戦
年内最後の放送時などに、メンバー6人を3対3に分けて対抗戦形式で大喜利を行うケースがある。この場合は通常とは異なる司会席を中央に配置した特殊な席順となり、アシスタント1名も座布団運びとして参加する。
2020年4月26日と5月3日放送分の対抗戦は新型コロナウイルス対策による一時的な配置変更で行われたため、問題の内容こそチーム対抗戦形式の物があったが形式上は通常通りの個人戦だった。
| 対抗戦形式の席順（1985年から2004年までの圓楽は5代目圓楽、2010年以降の円楽は6代目円楽） | 対抗戦形式の席順（1985年から2004年までの圓楽は5代目圓楽、2010年以降の円楽は6代目円楽） | 対抗戦形式の席順（1985年から2004年までの圓楽は5代目圓楽、2010年以降の円楽は6代目円楽） | 対抗戦形式の席順（1985年から2004年までの圓楽は5代目圓楽、2010年以降の円楽は6代目円楽） | 対抗戦形式の席順（1985年から2004年までの圓楽は5代目圓楽、2010年以降の円楽は6代目円楽） | 対抗戦形式の席順（1985年から2004年までの圓楽は5代目圓楽、2010年以降の円楽は6代目円楽） | 対抗戦形式の席順（1985年から2004年までの圓楽は5代目圓楽、2010年以降の円楽は6代目円楽） | 対抗戦形式の席順（1985年から2004年までの圓楽は5代目圓楽、2010年以降の円楽は6代目円楽） | 対抗戦形式の席順（1985年から2004年までの圓楽は5代目圓楽、2010年以降の円楽は6代目円楽） | 対抗戦形式の席順（1985年から2004年までの圓楽は5代目圓楽、2010年以降の円楽は6代目円楽） |
| 放送日                                                                                 | タイトル                                                                               | 司会                                                                                   | 出演メンバー                                                                           | 出演メンバー                                                                           | 座布団運び                                                                             | 座布団運び                                                                             | 勝利チーム                                                                             | 敗北チーム                                                                             |                                                                                        |
| 放送日                                                                                 | タイトル                                                                               | 司会                                                                                   | 下手側                                                                                 | 上手側                                                                                 | 下手側                                                                                 | 上手側                                                                                 | 勝利チーム                                                                             | 敗北チーム                                                                             |                                                                                        |
| -------------------------------------------------------------------------------------- | -------------------------------------------------------------------------------------- | -------------------------------------------------------------------------------------- | -------------------------------------------------------------------------------------- | -------------------------------------------------------------------------------------- | -------------------------------------------------------------------------------------- | -------------------------------------------------------------------------------------- | -------------------------------------------------------------------------------------- | -------------------------------------------------------------------------------------- | -------------------------------------------------------------------------------------- |
| 1985年12月22日                                                                         | 1000回記念大喜利                                                                       | 圓楽                                                                                   | こん平チーム こん平 楽太郎 才賀                                                        | 歌丸チーム 歌丸 木久蔵 小遊三                                                          | 山田                                                                                   | うん平                                                                                 | 歌丸チーム                                                                             | こん平チーム                                                                           |                                                                                        |
| 1999年1月1日                                                                           | 寿大喜利                                                                               | 圓楽                                                                                   | 年金チーム 歌丸 木久蔵 こん平                                                          | 中年チーム 楽太郎 好楽 小遊三                                                          | 山田                                                                                   | 昇太                                                                                   | 年金チーム                                                                             | 中年チーム                                                                             |                                                                                        |
| 2000年12月24日                                                                         | 年忘れ大喜利大会                                                                       | 圓楽                                                                                   | こん平チーム こん平 好楽 小遊三                                                        | 歌丸チーム 歌丸 木久蔵 楽太郎                                                          | 山田                                                                                   | 愛楽                                                                                   | 歌丸チーム                                                                             | こん平チーム                                                                           |                                                                                        |
| 2001年12月23日                                                                         | 年忘れ大喜利大会                                                                       | 圓楽                                                                                   | こん平チーム こん平 木久蔵 好楽                                                        | 歌丸チーム 歌丸 楽太郎 小遊三                                                          | 山田                                                                                   | 愛楽                                                                                   | 歌丸チーム                                                                             | こん平チーム                                                                           |                                                                                        |
| 2002年12月29日                                                                         | 年忘れ大喜利大会                                                                       | 圓楽                                                                                   | こん平チーム こん平 木久蔵 好楽                                                        | 歌丸チーム 歌丸 楽太郎 小遊三                                                          | 山田                                                                                   | 愛楽                                                                                   | 歌丸チーム                                                                             | こん平チーム                                                                           |                                                                                        |
| 2004年1月4日                                                                           | 新春大喜利                                                                             | 圓楽                                                                                   | こん平チーム こん平 楽太郎 小遊三                                                      | 歌丸チーム 歌丸 木久蔵 好楽                                                            | 山田                                                                                   | 愛楽                                                                                   | 歌丸チーム                                                                             | こん平チーム                                                                           |                                                                                        |
| 2007年12月30日                                                                         | 年忘れ大喜利大会                                                                       | 歌丸                                                                                   | おじさんチーム 好楽 木久扇 小遊三                                                      | 若手チーム 昇太 楽太郎 たい平                                                          | 愛楽                                                                                   | 山田                                                                                   | おじさんチーム                                                                         | 若手チーム                                                                             |                                                                                        |
| 2009年12月27日                                                                         | 年忘れ大喜利大会                                                                       | 歌丸                                                                                   | 年寄りチーム 木久扇 好楽 小遊三                                                        | 壮年チーム 昇太 楽太郎 たい平                                                          | 愛楽                                                                                   | 山田                                                                                   | 壮年チーム                                                                             | 年寄りチーム                                                                           |                                                                                        |
| 2010年12月26日                                                                         | 年忘れ大喜利大会                                                                       | 歌丸                                                                                   | 年寄りチーム 木久扇 好楽 小遊三                                                        | 若手チーム 円楽 昇太 たい平                                                            | 愛楽                                                                                   | 山田                                                                                   | 若手チーム                                                                             | 年寄りチーム                                                                           |                                                                                        |
| 2011年12月25日                                                                         | 年忘れ大喜利大会                                                                       | 歌丸                                                                                   | ベテランチーム 木久扇 好楽 小遊三                                                      | 若手チーム 円楽 昇太 たい平                                                            | 愛楽                                                                                   | 山田                                                                                   | 若手チーム                                                                             | ベテランチーム                                                                         |                                                                                        |
| 2012年12月23日                                                                         | 年忘れ大喜利                                                                           | 歌丸                                                                                   | 高齢者チーム 木久扇 好楽 小遊三                                                        | 幼稚園チーム 円楽 昇太 たい平                                                          | 愛楽                                                                                   | 山田                                                                                   | 幼稚園チーム                                                                           | 高齢者チーム                                                                           |                                                                                        |
| 2018年12月23日                                                                         | 林家vs三遊亭大喜利                                                                     | 昇太                                                                                   | 三遊亭チーム 円楽 好楽 小遊三                                                          | 林家チーム 木久扇 三平 たい平                                                          | 愛楽                                                                                   | 山田                                                                                   | 三遊亭チーム                                                                           | 林家チーム                                                                             |                                                                                        |
| 2020年4月26日・ 2020年5月3日                                                           | 対抗戦大喜利                                                                           | 昇太                                                                                   | 木久扇 好楽 小遊三                                                                     | 三平 円楽 たい平                                                                       | きく麿                                                                                 | 山田                                                                                   | なし                                                                                   | なし                                                                                   |                                                                                        |
| 2023年1月1日                                                                           | 寿はるか大喜利                                                                         | 綾瀬                                                                                   | ヤングチーム たい平 昇太 宮治                                                          | ベテランチーム 木久扇 好楽 小遊三                                                      | 愛楽                                                                                   | 山田                                                                                   | ベテランチーム                                                                         | ヤングチーム                                                                           |                                                                                        |
| 2023年12月24日                                                                         | 対抗大喜利                                                                             | 昇太                                                                                   | たい平チーム たい平 一之輔 小遊三                                                      | 木久扇チーム 木久扇 好楽 宮治                                                          | 愛楽                                                                                   | 山田                                                                                   | 木久扇チーム                                                                           | たい平チーム                                                                           |                                                                                        |

### 出演者休演時などの一時的な席順
正式なメンバー交代や席替え以外で、メンバーの病欠などによる休演や特別企画での、短期間の代理司会や代理出演などがある。

#### 大喜利ナンバーワン
| 1970年2月8日   | 三波 | 歌奴 小圓遊 勝二 木久蔵 | 金馬 歌丸 小きん さん吉 | 戸塚 夢丸 (補佐役) | 伊東 笑遊 (補佐役) | 前田が飛行機の欠航により急遽休演。 これに伴い三波が大喜利司会を代理。 戸塚と伊東が特別に座布団運びを担当。 |
| 1970年11月29日 | 金馬 | 歌奴 小圓遊 勝二 木久蔵 | 歌丸 小きん さん吉      | 夢丸               | 笑遊               | 前田が休演。 金馬が大喜利司会を代理し、 金馬チームは残りのメンバー3人が出演。                              |

#### 三波司会
| 期間                            | 司会                 | 出演メンバー（左側が下手） | 出演メンバー（左側が下手） | 出演メンバー（左側が下手） | 出演メンバー（左側が下手） | 出演メンバー（左側が下手） | 出演メンバー（左側が下手） | 座布団運び           | 備考 |
| 圓楽の休演に伴う措置            | 圓楽の休演に伴う措置 | 圓楽の休演に伴う措置       | 圓楽の休演に伴う措置       | 圓楽の休演に伴う措置       | 圓楽の休演に伴う措置       | 圓楽の休演に伴う措置       | 圓楽の休演に伴う措置       | 圓楽の休演に伴う措置 | 圓楽の休演に伴う措置 |
| ------------------------------- | -------------------- | -------------------------- | -------------------------- | -------------------------- | -------------------------- | -------------------------- | -------------------------- | -------------------- | --- |
| 1976年ごろ                      | 三波                 | 歌丸                       | 木久蔵                     | 圓窓                       | 楽太郎                     | こん平                     | 小圓遊                     | 松崎                 | 圓楽が2回に渡って休演。 2回めの放送では、楽太郎が 圓楽の代理回答者として出演。                                          |
| 小圓遊の急逝に伴う措置          |                      |                            |                            |                            |                            |                            |                            |                      | |
| 1980年10月19日・ 1980年10月26日 | 三波                 | 楽太郎                     | こん平                     | 歌丸                       | 九蔵                       | 木久蔵                     | [ 注 58 ]                  | 松崎                 | 10月5日未明に小圓遊が急逝。 小圓遊追悼企画で、残りのメンバー5人で大喜利を行う。                                         |
| 三波の急逝に伴う措置            |                      |                            |                            |                            |                            |                            |                            |                      | |
| 1983年1月2日                    | 愛川                 | 歌丸                       | 九蔵                       | 楽太郎                     | 木久蔵                     | 朝次                       | こん平                     | 松崎                 | 前年12月8日に三波が急逝。 これに伴い愛川が「鶴亀大喜利」の司会を代理。 この回は新春スペシャルのため、全員黒紋付を着用。 |

#### 圓楽司会
| 期間                            | 司会                 | 出演メンバー（左側が下手） | 出演メンバー（左側が下手） | 出演メンバー（左側が下手） | 出演メンバー（左側が下手） | 出演メンバー（左側が下手） | 出演メンバー（左側が下手） | 座布団運び           | 備考 |
| 山田の休演に伴う措置            | 山田の休演に伴う措置 | 山田の休演に伴う措置       | 山田の休演に伴う措置       | 山田の休演に伴う措置       | 山田の休演に伴う措置       | 山田の休演に伴う措置       | 山田の休演に伴う措置       | 山田の休演に伴う措置 | 山田の休演に伴う措置 |
| ------------------------------- | -------------------- | -------------------------- | -------------------------- | -------------------------- | -------------------------- | -------------------------- | -------------------------- | -------------------- | --- |
| 1998年7月5日                    | 圓楽                 | 小遊三                     | 好楽                       | 木久蔵                     | 歌丸                       | 楽太郎                     | こん平                     | 亀蔵                 | 山田が4回に渡って休演。 若手落語家が回代わりで 座布団運びを担当。 |
| 1998年7月12日                   | 圓楽                 | 小遊三                     | 好楽                       | 木久蔵                     | 歌丸                       | 楽太郎                     | こん平                     | たい平               | 山田が4回に渡って休演。 若手落語家が回代わりで 座布団運びを担当。 |
| 1998年7月19日                   | 圓楽                 | 小遊三                     | 好楽                       | 木久蔵                     | 歌丸                       | 楽太郎                     | こん平                     | 柳八                 | 山田が4回に渡って休演。 若手落語家が回代わりで 座布団運びを担当。 |
| 1998年7月26日                   | 圓楽                 | 小遊三                     | 好楽                       | 木久蔵                     | 歌丸                       | 楽太郎                     | こん平                     | 昇太                 | 山田が4回に渡って休演。 若手落語家が回代わりで 座布団運びを担当。 |
| こん平と圓楽の休演に伴う措置    |                      |                            |                            |                            |                            |                            |                            |                      | |
| 2004年9月12日 - 2004年12月19日  | 圓楽                 | 小遊三                     | 好楽                       | 木久蔵                     | 歌丸                       | 楽太郎                     | [ 注 62 ]                  | 山田                 | こん平が病気療養により休演。 この間は残りのメンバー5人で大喜利を行う。 |
| 2004年12月26日 - 2005年10月16日 | 圓楽                 | 小遊三                     | 好楽                       | 木久蔵                     | 歌丸                       | 楽太郎                     | たい平                     | 山田                 | たい平がこん平の代理メンバーとして加入。 |
| 2005年10月23日                  | 歌丸                 | 小遊三                     | 好楽                       | 木久蔵                     | 楽太郎                     | たい平                     |                            | 山田                 | 圓楽が脳梗塞により休演。 たい平以外の大喜利メンバーが 大喜利司会の代理を一巡した後、 歌丸が司会を代理。 圓楽は40周年記念特番で1回のみ大喜利に 復帰して歌丸と共に司会を務め、 この回限りで勇退。 |
| 2005年10月30日                  | 楽太郎               | 小遊三                     | 好楽                       | 木久蔵                     | 歌丸                       | たい平                     |                            | 山田                 | 圓楽が脳梗塞により休演。 たい平以外の大喜利メンバーが 大喜利司会の代理を一巡した後、 歌丸が司会を代理。 圓楽は40周年記念特番で1回のみ大喜利に 復帰して歌丸と共に司会を務め、 この回限りで勇退。 |
| 2005年11月6日                   | 小遊三               | 好楽                       | 木久蔵                     | 歌丸                       | 楽太郎                     | たい平                     |                            | 山田                 | 圓楽が脳梗塞により休演。 たい平以外の大喜利メンバーが 大喜利司会の代理を一巡した後、 歌丸が司会を代理。 圓楽は40周年記念特番で1回のみ大喜利に 復帰して歌丸と共に司会を務め、 この回限りで勇退。 |
| 2005年11月13日                  | 好楽                 | 小遊三                     | 木久蔵                     | 歌丸                       | 楽太郎                     | たい平                     |                            | 山田                 | 圓楽が脳梗塞により休演。 たい平以外の大喜利メンバーが 大喜利司会の代理を一巡した後、 歌丸が司会を代理。 圓楽は40周年記念特番で1回のみ大喜利に 復帰して歌丸と共に司会を務め、 この回限りで勇退。 |
| 2005年11月20日                  | 木久蔵               | 小遊三                     | 好楽                       | 歌丸                       | 楽太郎                     | たい平                     |                            | 山田                 | 圓楽が脳梗塞により休演。 たい平以外の大喜利メンバーが 大喜利司会の代理を一巡した後、 歌丸が司会を代理。 圓楽は40周年記念特番で1回のみ大喜利に 復帰して歌丸と共に司会を務め、 この回限りで勇退。 |
| 2005年11月27日 - 2006年5月7日   | 歌丸                 | 小遊三                     | 好楽                       | 木久蔵                     | 楽太郎                     | たい平                     |                            | 山田                 | 圓楽が脳梗塞により休演。 たい平以外の大喜利メンバーが 大喜利司会の代理を一巡した後、 歌丸が司会を代理。 圓楽は40周年記念特番で1回のみ大喜利に 復帰して歌丸と共に司会を務め、 この回限りで勇退。 |
| 2006年5月14日                   | 圓楽 歌丸            | 小遊三                     | 好楽                       | 木久蔵                     | 楽太郎                     | たい平                     |                            | 山田                 | 圓楽が脳梗塞により休演。 たい平以外の大喜利メンバーが 大喜利司会の代理を一巡した後、 歌丸が司会を代理。 圓楽は40周年記念特番で1回のみ大喜利に 復帰して歌丸と共に司会を務め、 この回限りで勇退。 |

#### 歌丸司会
| 期間                                   | 司会                 | 出演メンバー（左側が下手） | 出演メンバー（左側が下手） | 出演メンバー（左側が下手） | 出演メンバー（左側が下手） | 出演メンバー（左側が下手） | 出演メンバー（左側が下手） | 座布団運び            | 備考 |
| 歌丸の休演に伴う措置                   | 歌丸の休演に伴う措置 | 歌丸の休演に伴う措置       | 歌丸の休演に伴う措置       | 歌丸の休演に伴う措置       | 歌丸の休演に伴う措置       | 歌丸の休演に伴う措置       | 歌丸の休演に伴う措置       | 歌丸の休演に伴う措置  | 歌丸の休演に伴う措置 |
| -------------------------------------- | -------------------- | -------------------------- | -------------------------- | -------------------------- | -------------------------- | -------------------------- | -------------------------- | --------------------- | --- |
| 2008年6月29日                          | たい平               | 小遊三                     | 好楽                       | 木久扇                     | 昇太                       | 楽太郎                     |                            | 山田                  | 歌丸が腰の手術・療養により休演。 たい平と昇太が大喜利司会を代理。                                                                              |
| 2008年7月6日                           | 昇太                 | 小遊三                     | 好楽                       | 木久扇                     | 楽太郎                     | たい平                     |                            | 山田                  | 歌丸が腰の手術・療養により休演。 たい平と昇太が大喜利司会を代理。                                                                              |
| 歌丸の休演に伴う措置                   |                      |                            |                            |                            |                            |                            |                            |                       | |
| 2010年3月7日                           | 木久扇               | 小遊三                     | 好楽                       | 昇太                       | 円楽                       | たい平                     |                            | 山田                  | 歌丸が2月24日の入院に伴い休演。 木久扇と好楽が大喜利司会を代理。                                                                               |
| 2010年3月14日                          | 好楽                 | 小遊三                     | 木久扇                     | 昇太                       | 円楽                       | たい平                     |                            | 山田                  | 歌丸が2月24日の入院に伴い休演。 木久扇と好楽が大喜利司会を代理。                                                                               |
| 歌丸の休演に伴う措置                   |                      |                            |                            |                            |                            |                            |                            |                       | |
| 2014年5月11日                          | 木久扇               | 小遊三                     | 好楽                       | [ 注 68 ]                  | 昇太                       | 円楽                       | たい平                     | 山田                  | 歌丸が3月29日の入院、 及び5月7日の再入院に伴い休演。 昇太とたい平以外の大喜利メンバーが 回替わりで大喜利司会を代理。                           |
| 2014年5月18日                          | 好楽                 | 小遊三                     | [ 注 68 ]                  | 木久扇                     | 昇太                       | 円楽                       | たい平                     | 山田                  | 歌丸が3月29日の入院、 及び5月7日の再入院に伴い休演。 昇太とたい平以外の大喜利メンバーが 回替わりで大喜利司会を代理。                           |
| 2014年5月25日                          | 小遊三               | [ 注 68 ]                  | 好楽                       | 木久扇                     | 昇太                       | 円楽                       | たい平                     | 山田                  | 歌丸が3月29日の入院、 及び5月7日の再入院に伴い休演。 昇太とたい平以外の大喜利メンバーが 回替わりで大喜利司会を代理。                           |
| 2014年6月1日                           | 円楽                 | 小遊三                     | 好楽                       | 木久扇                     | 昇太                       | [ 注 68 ]                  | たい平                     | 山田                  | 歌丸が3月29日の入院、 及び5月7日の再入院に伴い休演。 昇太とたい平以外の大喜利メンバーが 回替わりで大喜利司会を代理。                           |
| 木久扇の休演に伴う措置                 |                      |                            |                            |                            |                            |                            |                            |                       | |
| 2014年7月27日 - 2014年10月12日         | 歌丸                 | 小遊三                     | 好楽                       | [ 注 62 ]                  | 昇太                       | 円楽                       | たい平                     | 山田                  | 木久扇が初期の咽頭ガンにより休演。 代理回答者は設けず空席とした。                                                                              |
| 歌丸の休演に伴う措置                   |                      |                            |                            |                            |                            |                            |                            |                       | |
| 2015年1月25日                          | 昇太                 | 小遊三                     | 好楽                       | 木久扇                     | [ 注 70 ]                  | 円楽                       | たい平                     | 山田                  | 歌丸が1月5日の入院に伴い休演。 昇太とたい平が大喜利司会を代理。                                                                                |
| 2015年2月1日                           | たい平               | 小遊三                     | 好楽                       | 木久扇                     | 昇太                       | 円楽                       | [ 注 68 ]                  | 山田                  | 歌丸が1月5日の入院に伴い休演。 昇太とたい平が大喜利司会を代理。                                                                                |
| 歌丸の休演に伴う措置                   |                      |                            |                            |                            |                            |                            |                            |                       | |
| 2015年7月12日                          | 木久扇               | 小遊三                     | 好楽                       | [ 注 68 ]                  | 昇太                       | 円楽                       | たい平                     | 山田                  | 歌丸が6月14日の入院に伴い休演。 大喜利メンバー全員が 回替わりで司会を代理。 7月26日は女性アナウンサーとの ペア大喜利を放送（代理司会は昇太）。 |
| 2015年7月19日・ 2015年8月30日          | 円楽                 | 小遊三                     | 好楽                       | 木久扇                     | 昇太                       | [ 注 68 ]                  | たい平                     | 山田                  | 歌丸が6月14日の入院に伴い休演。 大喜利メンバー全員が 回替わりで司会を代理。 7月26日は女性アナウンサーとの ペア大喜利を放送（代理司会は昇太）。 |
| 2015年8月2日                           | 小遊三               | [ 注 74 ]                  | 好楽                       | 木久扇                     | 昇太                       | 円楽                       | たい平                     | 山田                  | 歌丸が6月14日の入院に伴い休演。 大喜利メンバー全員が 回替わりで司会を代理。 7月26日は女性アナウンサーとの ペア大喜利を放送（代理司会は昇太）。 |
| 2015年8月9日                           | 好楽                 | 小遊三                     | [ 注 68 ]                  | 木久扇                     | 昇太                       | 円楽                       | たい平                     | 山田                  | 歌丸が6月14日の入院に伴い休演。 大喜利メンバー全員が 回替わりで司会を代理。 7月26日は女性アナウンサーとの ペア大喜利を放送（代理司会は昇太）。 |
| 2015年8月16日                          | たい平               | 小遊三                     | 好楽                       | 木久扇                     | 昇太                       | 円楽                       | [ 注 68 ]                  | 山田                  | 歌丸が6月14日の入院に伴い休演。 大喜利メンバー全員が 回替わりで司会を代理。 7月26日は女性アナウンサーとの ペア大喜利を放送（代理司会は昇太）。 |
| 2015年9月6日                           | 昇太                 | 小遊三                     | 好楽                       | 木久扇                     | [ 注 68 ]                  | 円楽                       | たい平                     | 山田                  | 歌丸が6月14日の入院に伴い休演。 大喜利メンバー全員が 回替わりで司会を代理。 7月26日は女性アナウンサーとの ペア大喜利を放送（代理司会は昇太）。 |
| 24時間テレビ特別版『チャリティー笑点』 |                      |                            |                            |                            |                            |                            |                            |                       | |
| 2015年8月23日                          | 歌丸                 | 小遊三                     | 好楽                       | 木久扇                     | 昇太                       | 円楽                       | たい平                     | 山田（隆） 山田（涼） | 『24時間テレビ』にて行われた 「チャリティー大喜利」。 この年のメインパーソナリティーの山田涼介が 山田と共に座布団運びを務めた。                |

#### 昇太司会
| 期間                                               | 司会                   | 出演メンバー（左側が下手） | 出演メンバー（左側が下手） | 出演メンバー（左側が下手） | 出演メンバー（左側が下手） | 出演メンバー（左側が下手） | 出演メンバー（左側が下手） | 座布団運び             | 備考 |
| たい平の休演に伴う措置                             | たい平の休演に伴う措置 | たい平の休演に伴う措置     | たい平の休演に伴う措置     | たい平の休演に伴う措置     | たい平の休演に伴う措置     | たい平の休演に伴う措置     | たい平の休演に伴う措置     | たい平の休演に伴う措置 | たい平の休演に伴う措置 |
| -------------------------------------------------- | ---------------------- | -------------------------- | -------------------------- | -------------------------- | -------------------------- | -------------------------- | -------------------------- | ---------------------- | --- |
| 2016年8月28日                                      | 昇太                   | 小遊三                     | 好楽                       | 木久扇                     | 三平                       | 円楽                       | [ 注 75 ]                  | 山田                   | 『24時間テレビ』にて行われた 「チャリティー大喜利」。 たい平は同年の「チャリティーマラソン」の ランナーを務めたため、大喜利は休演。 |
| エイプリルフール企画                               |                        |                            |                            |                            |                            |                            |                            |                        | |
| 2018年4月1日                                       | 円楽                   | 小遊三                     | 好楽                       | 木久扇                     | 三平                       | 昇太                       | たい平                     | 山田                   | エイプリルフール企画として、 6代目円楽が特別に司会を担当。 昇太は約2年ぶりに回答者として出演。 |
| 円楽の休演に伴う措置                               |                        |                            |                            |                            |                            |                            |                            |                        | |
| 2019年8月18日・ 2019年9月1日                       | 昇太                   | 小遊三                     | 好楽                       | 木久扇                     | 三平                       | [ 注 62 ]                  | たい平                     | 山田                   | 6代目円楽が脳腫瘍により休演。 代理回答者として、若手大喜利から 昇也と晴の輔が出演。 収録順番の都合上、8月25日生放送の 「チャリティー大喜利」では復帰後の円楽も出演。                                                                                          |
| 2019年9月8日                                       | 昇太                   | 小遊三                     | 好楽                       | 木久扇                     | 三平                       | 昇也                       | たい平                     | 山田                   | 6代目円楽が脳腫瘍により休演。 代理回答者として、若手大喜利から 昇也と晴の輔が出演。 収録順番の都合上、8月25日生放送の 「チャリティー大喜利」では復帰後の円楽も出演。                                                                                          |
| 2019年9月15日                                      | 昇太                   | 小遊三                     | 好楽                       | 木久扇                     | 三平                       | 晴の輔                     | たい平                     | 山田                   | 6代目円楽が脳腫瘍により休演。 代理回答者として、若手大喜利から 昇也と晴の輔が出演。 収録順番の都合上、8月25日生放送の 「チャリティー大喜利」では復帰後の円楽も出演。                                                                                          |
| コロナ禍に伴う措置                                 |                        |                            |                            |                            |                            |                            |                            |                        | |
| 2020年5月17日 - 2020年7月19日                      | 昇太                   | （小遊三）                 | （好楽）                   | （木久扇）                 | （三平）                   | （円楽）                   | （たい平）                 | [ 注 77 ]              | 新型コロナウイルス感染拡大により、5月10日は 各メンバーの席同士の間隔を開けて配置。 この回以降は後楽園ホールでの収録を休止し、 17日以降は昇太のみスタジオから、 メンバーは自宅からリモート出演、 山田は休演となる。 座布団の増減は、CGアニメの山田で表現した。 |
| 2020年7月26日 - 2020年8月16日                      | 昇太                   | （小遊三）                 | （好楽）                   | （木久扇）                 | （三平）                   | （円楽）                   | たい平                     | -                      | 舞台上での収録が再開。 たい平がスタジオでの収録に復帰し、 他のメンバー5人は引き続き自宅からリモート出演。 山田も引き続き休演し（VTRでのみ出演）、 たい平が回答者と座布団運びの代理を兼任。                                                                    |
| 2020年8月23日                                      | 昇太                   | （小遊三）                 | （好楽）                   | （木久扇）                 | [ 注 81 ]                  | （円楽）                   | たい平                     | 山田 佐々木            | 『24時間テレビ』にて行われた 「チャリティー大喜利」。 三平は扁桃腺の腫れにより、 生放送分の大喜利は休演。 リモート組のメンバーの出演場所が 自宅から日本テレビ局内の別室に変更。 山田が復帰。                                                                  |
| 2020年8月30日 - 2020年9月20日                      | 昇太                   | （小遊三）                 | （好楽）                   | （木久扇）                 | 三平                       | （円楽）                   | たい平                     | 山田                   | 三平がスタジオに復帰。 この次の9月27日以降は全員がスタジオに復帰する。 |
| 笑点55周年企画                                     |                        |                            |                            |                            |                            |                            |                            |                        | |
| 2021年5月9日                                       | 円楽                   | たい平                     | 木久扇                     | 三平                       | 好楽                       | 小遊三                     | 昇太                       | 山田                   | 『笑点』55周年企画として、 6代目円楽が特別に司会を担当。 昇太は回答者として出演。 さらに6代目円楽の要望により、 1回限りの席替えが行われた。 |
| 木久扇の休演に伴う措置                             |                        |                            |                            |                            |                            |                            |                            |                        | |
| 2021年7月4日                                       | 昇太                   | 小遊三                     | 好楽                       | 木久蔵                     | 三平                       | 円楽                       | たい平                     | 山田                   | 木久扇が左大腿骨骨折により休演。 回替わりで他の落語家が 代理回答者として出演。 |
| 2021年7月11日                                      | 昇太                   | 小遊三                     | 好楽                       | 小朝                       | 三平                       | 円楽                       | たい平                     | 山田                   | 木久扇が左大腿骨骨折により休演。 回替わりで他の落語家が 代理回答者として出演。 |
| 2021年7月18日                                      | 昇太                   | 小遊三                     | 好楽                       | 文枝                       | 三平                       | 円楽                       | たい平                     | 山田                   | 木久扇が左大腿骨骨折により休演。 回替わりで他の落語家が 代理回答者として出演。 |
| 2021年7月25日                                      | 昇太                   | 小遊三                     | 好楽                       | （木久扇）                 | 三平                       | 円楽                       | たい平                     | 山田                   | 木久扇がリモート出演で復帰。 この次の8月1日からは舞台上に復帰。 以降は木久扇は、骨折の治癒後も椅子に座って その前に座布団を置く形で出演。 |
| 三平の降板に伴う措置                               |                        |                            |                            |                            |                            |                            |                            |                        | |
| 2022年1月1日                                       | 綾瀬                   | 昇太                       | 小遊三                     | 好楽                       | 木久扇                     | 円楽                       | たい平                     | 山田                   | 前年末の三平の降板に伴い、 昇太がこの回限りで回答者に回り、 「寿大喜利」の常連ゲストである綾瀬はるかが 特別に司会を務めた。 |
| 円楽の休演→死去に伴う措置                          |                        |                            |                            |                            |                            |                            |                            |                        | |
| 2022年2月6日                                       | 昇太                   | 小遊三                     | [ 注 62 ]                  | たい平                     | 木久扇                     | 好楽                       | 宮治                       | 山田                   | 6代目円楽が脳梗塞により休演。 以降は一部の回を除き、 回替わりで他の落語家が 代理回答者として出演。 |
| 2022年2月13日                                      | 昇太                   | 小遊三                     | 文珍                       | たい平                     | 木久扇                     | 好楽                       | 宮治                       | 山田                   | 6代目円楽が脳梗塞により休演。 以降は一部の回を除き、 回替わりで他の落語家が 代理回答者として出演。 |
| 2022年2月20日                                      | 昇太                   | 小遊三                     | 小朝                       | たい平                     | 木久扇                     | 好楽                       | 宮治                       | 山田                   | 6代目円楽が脳梗塞により休演。 以降は一部の回を除き、 回替わりで他の落語家が 代理回答者として出演。 |
| 2022年3月13日                                      | 昇太                   | 小遊三                     | 鶴光                       | たい平                     | 木久扇                     | 好楽                       | 宮治                       | 山田                   | 6代目円楽が脳梗塞により休演。 以降は一部の回を除き、 回替わりで他の落語家が 代理回答者として出演。 |
| 2022年3月20日                                      | 昇太                   | 小遊三                     | 市馬                       | たい平                     | 木久扇                     | 好楽                       | 宮治                       | 山田                   | 6代目円楽が脳梗塞により休演。 以降は一部の回を除き、 回替わりで他の落語家が 代理回答者として出演。 |
| 2022年3月27日                                      | 昇太                   | 小遊三                     | 八方                       | たい平                     | 木久扇                     | 好楽                       | 宮治                       | 山田                   | 6代目円楽が脳梗塞により休演。 以降は一部の回を除き、 回替わりで他の落語家が 代理回答者として出演。 |
| 2022年4月3日                                       | 昇太                   | 小遊三                     | 竹丸                       | たい平                     | 木久扇                     | 好楽                       | 宮治                       | 山田                   | 6代目円楽が脳梗塞により休演。 以降は一部の回を除き、 回替わりで他の落語家が 代理回答者として出演。 |
| 2022年4月10日                                      | 昇太                   | 小遊三                     | 米團治                     | たい平                     | 木久扇                     | 好楽                       | 宮治                       | 山田                   | 6代目円楽が脳梗塞により休演。 以降は一部の回を除き、 回替わりで他の落語家が 代理回答者として出演。 |
| 2022年4月17日・ 2022年4月24日                      | 昇太                   | 小遊三                     | 南光                       | たい平                     | 木久扇                     | 好楽                       | 宮治                       | 山田                   | 6代目円楽が脳梗塞により休演。 以降は一部の回を除き、 回替わりで他の落語家が 代理回答者として出演。 |
| 2022年5月1日                                       | 昇太                   | 小遊三                     | 米助                       | たい平                     | 木久扇                     | 好楽                       | 宮治                       | 山田                   | 『笑点』56周年企画並びに 休演中の6代目円楽へのエールとして、 出演者全員が紫色の色紋付を着用。 |
| 2022年5月15日・ 2022年5月22日                      | 昇太                   | 小遊三                     | 志らく                     | たい平                     | 木久扇                     | 好楽                       | 宮治                       | 山田                   | |
| 2022年5月29日                                      | 昇太                   | 小遊三                     | 文蔵                       | たい平                     | 木久扇                     | 好楽                       | 宮治                       | 山田                   | |
| 2022年6月19日                                      | 昇太                   | 小遊三                     | 馬るこ                     | たい平                     | 木久扇                     | 好楽                       | 宮治                       | 山田                   | 6月19日から9月4日までの一部の回は、 6月5日・12日に行われた 若手メンバーとの対抗大喜利で 勝利した若手チームのメンバーが出演。 |
| 2022年6月26日                                      | 昇太                   | 小遊三                     | 三度                       | たい平                     | 木久扇                     | 好楽                       | 宮治                       | 山田                   | 6月19日から9月4日までの一部の回は、 6月5日・12日に行われた 若手メンバーとの対抗大喜利で 勝利した若手チームのメンバーが出演。 |
| 2022年7月3日・ 2022年7月10日                       | 昇太                   | 小遊三                     | 方正                       | たい平                     | 木久扇                     | 好楽                       | 宮治                       | 山田                   | 6月19日から9月4日までの一部の回は、 6月5日・12日に行われた 若手メンバーとの対抗大喜利で 勝利した若手チームのメンバーが出演。 |
| 2022年7月17日                                      | 昇太                   | 小遊三                     | 晴の輔                     | たい平                     | 木久扇                     | 好楽                       | 宮治                       | 山田                   | 6月19日から9月4日までの一部の回は、 6月5日・12日に行われた 若手メンバーとの対抗大喜利で 勝利した若手チームのメンバーが出演。 |
| 2022年7月24日                                      | 昇太                   | 小遊三                     | わさび                     | たい平                     | 木久扇                     | 好楽                       | 宮治                       | 山田                   | 6月19日から9月4日までの一部の回は、 6月5日・12日に行われた 若手メンバーとの対抗大喜利で 勝利した若手チームのメンバーが出演。 |
| 2022年7月31日・ 2022年8月7日                       | 昇太                   | 小遊三                     | 文枝                       | たい平                     | 木久扇                     | [ 注 62 ]                  | 宮治                       | 山田                   | 好楽が新型コロナウイルス感染により休演。 代理回答者は設けず空席とした。 |
| 2022年8月14日                                      | 昇太                   | 小遊三                     | 鯉昇                       | たい平                     | 木久扇                     | 好楽                       | 宮治                       | 山田                   | |
| 2022年8月21日                                      | 昇太                   | 小遊三                     | 昇也                       | たい平                     | 木久扇                     | 好楽                       | 宮治                       | 山田                   | |
| 2022年8月28日                                      | 昇太                   | 小遊三                     | 菅野                       | たい平                     | 木久扇                     | 好楽                       | 宮治                       | 山田                   | 『24時間テレビ』にて行われた 「チャリティー大喜利」。 菅野美穂が特別に6代目円楽の代理で 回答者として出演。 |
| 2022年9月4日                                       | 昇太                   | 小遊三                     | 桃花                       | たい平                     | 木久扇                     | 好楽                       | 宮治                       | 山田                   | |
| 2022年9月11日                                      | 昇太                   | 小遊三                     | 生志                       | たい平                     | 木久扇                     | 好楽                       | 宮治                       | 山田                   | |
| 2022年9月18日                                      | 昇太                   | 小遊三                     | 白鳥                       | たい平                     | 木久扇                     | 好楽                       | 宮治                       | 山田                   | |
| 2022年9月25日                                      | 昇太                   | 小遊三                     | 一之輔                     | たい平                     | 木久扇                     | 好楽                       | 宮治                       | 山田                   | |
| 2022年10月2日・ 2022年10月16日                     | 昇太                   | 小遊三                     | 鶴光                       | たい平                     | 木久扇                     | 好楽                       | 宮治                       | 山田                   | |
| 2022年10月9日                                      | 昇太                   | 小遊三                     | [ 注 87 ]                  | たい平                     | 木久扇                     | 好楽                       | 宮治                       | 山田                   | 9月30日に6代目円楽が死去。 残りのメンバー5人で 「緊急企画 円楽さん追悼大喜利!」を行う。 |
| 2022年10月23日                                     | 昇太                   | 小遊三                     | 菊丸                       | たい平                     | 木久扇                     | 好楽                       | 宮治                       | 山田                   | 6代目円楽の死去後も、 正式な後任が決まるまでの間は 回替わりで他の落語家が代理回答者として 出演する形が取られた。 |
| 2022年10月30日                                     | 昇太                   | 小遊三                     | 雀々                       | たい平                     | 木久扇                     | 好楽                       | 宮治                       | 山田                   | 6代目円楽の死去後も、 正式な後任が決まるまでの間は 回替わりで他の落語家が代理回答者として 出演する形が取られた。 |
| 2022年11月6日                                      | 昇太                   | 小遊三                     | 小朝                       | たい平                     | 木久扇                     | 好楽                       | 宮治                       | 山田                   | 6代目円楽の死去後も、 正式な後任が決まるまでの間は 回替わりで他の落語家が代理回答者として 出演する形が取られた。 |
| 2022年11月13日・ 2022年11月20日                    | 昇太                   | 小遊三                     | 文治                       | たい平                     | 木久扇                     | 好楽                       | 宮治                       | 山田                   | 6代目円楽の死去後も、 正式な後任が決まるまでの間は 回替わりで他の落語家が代理回答者として 出演する形が取られた。 |
| 2022年11月27日                                     | 昇太                   | 小遊三                     | 鯉斗                       | たい平                     | 木久扇                     | 好楽                       | 宮治                       | 山田                   | 6代目円楽の死去後も、 正式な後任が決まるまでの間は 回替わりで他の落語家が代理回答者として 出演する形が取られた。 |
| 2022年12月4日                                      | 昇太                   | 小遊三                     | 八光                       | たい平                     | 木久扇                     | 好楽                       | 宮治                       | 山田                   | 6代目円楽の死去後も、 正式な後任が決まるまでの間は 回替わりで他の落語家が代理回答者として 出演する形が取られた。 |
| 2022年12月11日                                     | 昇太                   | 小遊三                     | 王楽                       | たい平                     | 木久扇                     | 好楽                       | 宮治                       | 山田                   | 6代目円楽の死去後も、 正式な後任が決まるまでの間は 回替わりで他の落語家が代理回答者として 出演する形が取られた。 |
| 2022年12月18日                                     | 昇太                   | 小遊三                     | 木久蔵                     | たい平                     | 木久扇                     | 好楽                       | 宮治                       | 山田                   | 6代目円楽の死去後も、 正式な後任が決まるまでの間は 回替わりで他の落語家が代理回答者として 出演する形が取られた。 |
| 2022年12月25日                                     | 昇太                   | 小遊三                     | [ 注 88 ]                  | たい平                     | 木久扇                     | 好楽                       | 宮治                       | 山田                   | この回は2022年の年内最終放送のため、 6代目円楽の代理回答者を設けず 残りのメンバー5人で大喜利を行う。 |
| 2023年1月15日                                      | 昇太                   | 小遊三                     | 小痴楽                     | たい平                     | 木久扇                     | 好楽                       | 宮治                       | 山田                   | |
| 2023年1月22日・ 2023年1月29日                      | 昇太                   | 小遊三                     | 志らく                     | たい平                     | 木久扇                     | 好楽                       | 宮治                       | 山田                   | |
| NHKとのコラボ企画                                  |                        |                            |                            |                            |                            |                            |                            |                        | |
| 2023年3月12日                                      | 昇太 チコちゃん        | 小遊三                     | 一之輔                     | たい平                     | 木久扇                     | 好楽                       | 宮治                       | 山田                   | 「NHK×日テレコラボウィーク」として 『チコちゃんに叱られる!』とコラボ。 チコちゃんが昇太と共に司会を担当。 |
| 好楽誕生日企画                                     |                        |                            |                            |                            |                            |                            |                            |                        | |
| 2023年8月6日                                       | 昇太→ 好楽             | 小遊三                     | 一之輔                     | たい平                     | 木久扇                     | 好楽→ 昇太                 | 宮治                       | 山田                   | 「好楽77歳・お誕生日スペシャル」として 3問目のみ好楽が司会を担当。 昇太は3問目のみ回答者として出演。 |
| 24時間テレビ特別版『チャリティー笑点』             |                        |                            |                            |                            |                            |                            |                            |                        | |
| 2023年8月27日                                      | 昇太                   | 小遊三                     | 一之輔                     | たい平                     | 木久扇                     | 好楽                       | 宮治                       | 山田 小泉              | 『24時間テレビ』にて行われた 「チャリティー大喜利」。 この年のチャリティーパーソナリティーの 小泉孝太郎が座布団運びを務めた。 |
| 24時間テレビ特別版『出張!チャリティー笑点 in能登』 |                        |                            |                            |                            |                            |                            |                            |                        | |
| 2024年9月1日                                       | 昇太                   | 小遊三                     | 一之輔                     | たい平                     | 晴の輔                     | 好楽                       | 宮治                       | 山田 土屋              | 『24時間テレビ』にて行われた 「出張!チャリティー笑点 in能登」。 別企画で出演していた 土屋太鳳が座布団運びを務めた。 |
| 木久扇誕生日企画                                   |                        |                            |                            |                            |                            |                            |                            |                        | |
| 2024年10月20日                                     | 昇太 木久扇            | 小遊三                     | 一之輔                     | たい平                     | 晴の輔                     | 好楽                       | 宮治                       | 山田                   | 「木久扇87歳・お誕生日スペシャル」として 3問目のみ木久扇が登場。 |
| 小遊三の休演に伴う措置                             |                        |                            |                            |                            |                            |                            |                            |                        | |
| 2024年12月29日・ 2025年1月5日                      | 昇太                   | [ 注 89 ]                  | 一之輔                     | たい平                     | 晴の輔                     | 好楽                       | 宮治                       | 山田                   | 小遊三が体調不良により休演。 代理回答者は設けず空席とした。 |

## 座布団10枚の豪華賞品
前身番組の『金曜夜席』から「座布団10枚の豪華賞品プレゼント」は企画されていたが、実際に獲得して賞品を出したのは『笑点』に改題されてからである。基本的に賞品の発表は達成時に行われ、それまでは賞品を示唆するキーワードのみが発表される。
最初の賞品は「香港に行って餃子が食べられる」という内容で、歌丸と小痴楽が獲得。当時の番組には香港へ行く予算が無かったものの、事情を聞いたとある船会社から香港までの2名分の船チケットの提供があり、実際に10日間の船旅に行っている。旅の様子は写真のみで、獲得した翌回の大喜利の冒頭（1967年6月4日放送分）で紹介された。
番組初期の賞品に関するデータはほとんど残されていない。これは、当時は司会者の思いつきで賞品を決めてその場で渡したり、ロケでも上記のように写真しか残していなかった事情による。
賞品が『旅行』などのロケの場合は翌回の演芸の時間帯にその様子が放送され、賞品を獲得していない他のメンバーも同行したり乱入するケースが多い。
特例として、2022年10月9日放送分の「緊急企画　円楽さん追悼大喜利!」では、司会の昇太の計らいによって6代目円楽の定席に座布団が10枚積まれる形で、賞品こそなかったが昇太から6代目円楽に対する感謝が示された。
以下に、座布団10枚の達成者と達成年月日、キーワードと実際の賞品を紹介する。

### 豪華賞品
（）内は10枚達成の放送日ではなく、獲得賞品の放送日である。ただし、10枚達成直後に贈られたものや、10枚達成のロケーションを行っていないものは、10枚達成が出た放送日を記述する。

#### 三波時代以前の豪華賞品
- 石鹸箱一つを獲得。（放送日・獲得者不明）
- ただ皆で笑うだけだった。（放送日・獲得者不明）
- 拍手だけだった。（放送日・獲得者不明）
- 5代目圓楽が「ボーナスがもらえる」ということで、棒（ボー）と茄子（ナス）が与えられた。（放送日不明）
- 5代目圓楽が「先祖を敬う」として、位牌がプレゼントされた。（放送日不明）
- さん吉が「富士山頂に自分の像が建てられる権利」を獲得。（1969年頃放送）
- 歌丸が「海の幸三昧」を獲得。しかし、実際は食べ放題ではなく自分で海に潜って獲るものだった。そこではサザエの壺焼きなどを食べた。（放送日不明）
- 5代目圓楽が「イギリスでダービーステークスが見られる権利」を獲得。しかし、「イギリスのダービーまで自腹で行け」と言われたため、結局行けなかった。（放送日不明）
- 木久蔵が「ヌードデッサン」を獲得。しかし、モデルは自分で探す必要があり、松崎とともにフランスを訪れて探すも、スカウトした女性に噴水の池に突き落とされる羽目になった。（1971年頃の放送）
- 小圓遊が「アフリカで猛獣狩り」を獲得。豊島園にあったアフリカ館へ行って猛獣を見学した。（1971年頃の放送）
- 小圓遊が「長良川の鵜飼い」を獲得。（1971年8月1日放送）
- 小圓遊が「歌手デビュー権」を獲得。レコード「マドモワゼル」を発売した。（1972年放送）

レコードジャケットは大喜利で座布団10枚を獲得した時の色紋付姿の写真を使用しているが、実際に小圓遊が番組などで披露する時は白いスーツに赤いバラを身につけて歌っていた。B面には当時の笑点メンバーによる「アリャリャン音頭」という曲が収録されている。
- 木久蔵が「花の都の人力車遊び」を獲得。（1973年5月13日放送）

「花の都」とは銀座のことであり、こん平と松崎が車夫として人力車を牽き、銀座で人力車遊びに興じる木久蔵の様子は新聞でも報道された。
- 5代目圓楽が「胴上げ」をされるが、途中で落とされて足を捻挫した。（1973年7月29日放送）

現存する最古の『笑点』の映像で5代目圓楽が左足に包帯を巻いた姿で出演しているのはこのためである。（同年8月26日放送）
- 木久蔵が「旅館の美人女将に会える権利」を獲得。意気揚々と伊豆の旅館へ行ったものの、さんざん扱き使われてタダ働きさせられただけだった。（1974年頃の放送）
- 小圓遊が「お伊勢参り」を獲得。（1974年5月19日・26日放送）
- 6代目圓窓が「番組特製笑点カレンダー」を獲得。（1975年1月放送）

このカレンダーは非売品であり、視聴者からの問い合わせが殺到したため、翌年の1976年（昭和51年）版から『笑点暦』の名で商品化されて毎年発売されている。
- 小圓遊が「隅田川珍身遊び」を獲得。（1975年5月4日放送 小圓遊、事実上最後の10枚獲得）
- 歌丸が「ギリシャマラソン日記」を獲得。（1975年9月7日・14日放送）

松崎と聖火を揚げてアテネ市内を走った。しかし、聖火はオモチャで映像もコント仕立てであり、最後に海に入った。この時の映像は2016年5月15日の50周年スペシャルや歌丸追悼特番などでも放送された。番組史上最も豪華な賞品とされている。
この賞品が歌丸最初の座布団10枚達成として扱われることが多いが、先述の談志時代に獲得した香港旅行や獲得者不明の賞品もあるため、正確ではない。
- こん平が「美女と遊園地デート」を獲得。（1975年9月28日放送）

しかし、美女の正体は師匠三平の妻・海老名香葉子であり、後楽園遊園地で幼稚園児のコスプレをさせられ、さんざんに振り回される羽目になった。
- 木久蔵が「善光寺参り珍道中記」を獲得。（1977年1月23日放送）
- 三波が「豪華食べ歩きの旅」を獲得。（1977年4月3日放送）

5代目圓楽が座布団10枚を超えたが、番組を降板するため賞品の獲得は見送られ、その代わりに三方に盛った人参の山と獲得した12枚の座布団を持ち帰った。（1977年3月27日放送）
しかし他メンバーの答えの出来が悪かったため、三波が司会者特権で賞品を強奪。メンバーの反感を買い、逆襲に遭う。
- 夢之助と楽太郎が「東海道五十三次二人旅」を獲得。（1978年3月26日放送 共に最初の10枚獲得）

東海道中膝栗毛風、弥次喜多コントをさせられた。
この時の映像はBS日テレの『笑点 特大号』（2015年6月3日放送）でも放送された。
- こん平が「落語一席披露権」を獲得。落語「宮戸川」を披露した。（1978年8月13日放送）
- 夢之助が「湯屋番奮闘記」を獲得。（1978年10月1日放送）
- 夢之助が「珍佐渡情話」を獲得。（1979年4月22日・29日放送）

こん平が佐渡島ガイドとして同行し、「佐渡情話・たらい舟篇」として前後編2週にかけて放送した。
- こん平が「餅つきお大尽」を獲得。九蔵と楽太郎が手水役を務め、こん平が餅をついた。（1979年12月23日放送）
- 九蔵が「最後の楽園騒動記」を獲得。（1980年6月1日放送 九蔵、最初の10枚獲得）

三波から「行き先は夢の島だ」と脅されていたが、実際は鹿児島県池田湖でイッシー探しの珍道中だった。
- 木久蔵が「徳島・阿波踊り」を獲得。（1980年8月24日放送）
- こん平が「美女と沖縄バカンス」を獲得。（1981年4月19日放送）

今回の美女は当時日本航空の沖縄キャンペーンガールであった津島要だったため、ちゃんとしたバカンスを楽しめた。
- 楽太郎が「上野公園・花見の狂宴」を獲得。（1982年4月25日放送）

しかし、花見の場所取り役を押しつけられただけだった。
- 朝次が「光り輝く小粒の貴重品」を獲得。しかし、その正体はただのマッチ箱だった。（1982年10月3日放送 朝次、最初の10枚獲得）

#### 5代目圓楽時代の豪華賞品
- 歌丸が「家一軒」を獲得。しかし、その正体は犬小屋一つだった。（1983年1月16日放送 特典自体は三波時代に発表されていた）
- 歌丸と木久蔵が「皇居一周マラソンの挑戦権」を獲得。（1983年10月23日放送）

こん平が実況を担当。木久蔵は自力で完走したが、歌丸は途中で倒れて酸素吸入を受け、担架に乗せられてゴールした。この時の映像は、2016年5月15日の50周年スペシャルや歌丸追悼特番でも放送された。
- 歌丸と小遊三が「エアロビクス入門」を獲得。（1986年4月13日放送）

日ごろから卓球で鍛えている小遊三は軽快なフットワークを披露。一方で歌丸は、開始早々にダウンしてしまった。
- 小遊三が「楽屋に落ちていた腕時計」を獲得。（1987年2月1日放送）

その楽屋に落ちていた腕時計は歌丸のもので、翌週の回では歌丸は鞄を持って入場した。
- 歌丸が「ドッキリ中吊り広告」を獲得。（1987年11月22日放送）

都営地下鉄の車内に、歌丸の中吊り広告が編成中の1両全てに張り出された。歌丸も私服に眼鏡をかけた姿で電車に乗り込み、中吊り広告を見た乗客がインタビューを受けている所に、背後から歌丸本人が現れるドッキリを仕掛けた。
- こん平が「珍説のさぎ参り」を獲得。（1988年2月21日放送）
- 才賀が「ゴルフ・イン・ハワイ」を獲得。ワイアラエゴルフクラブでゴルフを楽しんだ。（1988年3月6日放送 才賀、降板前最後の10枚獲得）
- 好楽が「テレホンカード」を獲得。（1988年5月22日放送 好楽、復帰後最初の10枚獲得）
- 木久蔵が「プロ野球入門」を獲得。（1988年9月18日放送）

野球解説者の堀内恒夫と落成間もない東京ドームで野球観戦した。
- 楽太郎が「進学塾入塾」を獲得。（1988年放送 ）
- 歌丸が「クィーンエリザベスIIの夕べ」を獲得。（1989年5月21日放送）

横浜に寄港した豪華客船で妻の冨士子とクルージングを行った。
- 木久蔵が「奥の細道を行く」を獲得。（1989年11月12日放送）

上野駅を東北本線で出発、次駅の尾久駅で下車。「尾久の舗装道」を探訪した。
- こん平が「黒潮紀行」のセットを獲得。（1990年7月22日放送）
- 小遊三が「花火指南」を獲得。（1990年11月25日放送）
- 歌丸が「パリで自由にショッピングを楽しめる権利」を獲得。（1991年4月7日放送）

しかし、先述の「イギリスのダービー」の時と同じく「自分のお金でパリに行って、自分のお金でパリで自由にショッピングして来ていいよ」というものだった。
ちなみに、この年に放送25周年を記念してパリで大喜利を開催する予定だったが、湾岸戦争の影響で中止となった。
- こん平が「長崎から船に乗ってどこかへ行ける」を獲得。（1991年4月21日放送）

翌週の収録地である倉敷まで、手漕ぎボートで移動することを命じられた。
- 楽太郎が「カール・ルイスと対決」を獲得。カール・ルイス本人と100メートル走で対決した。（1991年6月2日放送）
- こん平が「徳川家御埋蔵金」を獲得。（1991年12月15日放送）

宝の地図を頼りに、群馬の山中を分け入って掘り当てた。しかし、出てきたのは三つ葉葵の家紋入りの雑巾5枚（5枚雑巾＝ごまいぞうきん）だった。
- メンバー全員が「岩清水を飲む権利」を獲得。（1992年5月10日放送）

しかし、汲んだ岩清水を山田が途中でこぼしてしまい、代用品として鰯を漬けた水（いわし・水）をメンバーに出してきた。この事実を知ったメンバーは激怒し、これ以降「山田のクビ」ネタを多用するようになった。
- 好楽が「ハワイ5泊6日の旅」を獲得。（1992年5月24日放送）

好楽のみならず、当時の笑点メンバー全員が同行した。
- 小遊三が「つけまつげ」を獲得。（1993年2月28日放送）
- 好楽が「美女と茶摘」を獲得。（1993年5月23日放送）

小遊三も同行し時代劇コントに巻き込まれる脱線もあったが、最終的には美女に囲まれながらおいしい新茶を摘むことができた。
- こん平が「道路工事のお手伝い」を獲得。(1993年7月25日放送)
- 木久蔵が「美女と滝修行」を獲得。（1993年11月14日放送）

三重県の寺院に美人の尼を訪ねたが、出迎えたのは厳格な和尚だった。その後、褌一丁で水温0（レイ）度の滝に打たれてずぶ濡れになる木久蔵の絶叫が寒空に響き渡った。そして、番組ブレーンの1人で心霊研究家の新倉イワオが背後霊の如く現れ、「あなたの知らないレイ度の世界」と呟いた（「あなたの知らない世界」のパロディ風）。
- 歌丸が「白樺高原の休日」を獲得。（1994年3月6日放送）

ワカサギ釣りを満喫した後、歌丸が最も楽しみにしていた雪見風呂だったが、それはスキー場の真ん中にポツンと立つドラム缶風呂だった。そのため、報告VTRのタイトルが「白樺高原の休日」から「歌丸の極寒雪見風呂」にすり替わっていた。
- 小遊三が「故郷に錦を飾る」を獲得。（1994年7月10日放送）

故郷である山梨県大月市をオープンカーでパレード。母校山梨県立都留高等学校へ赴き、当時の在校生から「錦の座布団」が贈られた。
- 楽太郎が「秋の香り満載」を獲得。（1994年10月30日放送）

秋なので松茸を予想した楽太郎だったが、山田が持ってきたのはギンナンで、さらには焼きたてのギンナンだったため独特の匂いが会場に充満してしまう。これはスタッフが、収録前日の明治神宮の銀杏並木で拾い集めてきたもので、番組史上最も価格の安い賞品とされている。
- こん平と小遊三が「川中島の決戦」を獲得し対決。（1995年4月16日放送）

新潟出身のこん平が上杉謙信、山梨出身の小遊三が武田信玄に扮し、座布団10枚の御祝儀をかけて川中島で卓球勝負。小遊三が勝利したが、こん平の影武者作戦で御祝儀はこん平の物になった。ただし、この場面はあくまで番組上の演出として行われたものであり、実際は小遊三が御祝儀を獲得。ご褒美として信玄公祭りに足軽役で参加した（ちなみに、この時の信玄役は渡哲也）。『笑点 大博覧会 DVD-BOX』に収録された際は影武者作戦の場面がカットされている。
- 木久蔵が「稲刈り奮闘記」を獲得。苦労して収穫した米でおにぎりを作って5代目圓楽に振る舞った。（1995年10月22日放送）
- 好楽が「一攫千金を夢見て宝石翡翠取り大作戦」を獲得。（1996年9月15日放送）

しかし、この時期は翡翠が取れないということで、結局は5代目圓楽の顔に似た細長い石を持ち帰ることになってしまった。
- こん平が「長嶋監督におめでとうの座布団を贈る権利」を獲得。（1996年10月13日放送）
- 楽太郎が「木久蔵に弟子入りできる権利」を獲得。（1997年5月4日放送）

獲得直後、強制的に弟子入りさせられた。この賞品は木久蔵本人以外のメンバーには不評だったことから、“いい答えの時は座布団が取られ、悪い答えの時に座布団を進呈される”という、普段とは逆の展開が多く見られた。
当然ながら「弟子入りする」というのはあくまでも番組でのネタであり、本当に弟子になった訳ではない。
- 木久蔵が「那須トリックアート」を獲得。木久蔵の絵画が出現した。（1997年9月14日放送）
- 小遊三が「はやりのマウンテンバイク」を獲得。（1998年8月30日放送）

しかし、出てきたマウンテンバイクには乗ることができず、実際に与えられたのは子供用の自転車だった。
当初は「ニースの別荘」が賞品とされていたが、1998年1月25日放送の「ユニークな目覚まし時計を紹介する」問題において、楽太郎がノベルティで制作した「腹黒時計」が5代目圓楽により紹介され、これに乗じて圓楽の一存により「腹黒時計」に賞品が変わってしまい、メンバーから不評を受けた。しばらくこれが賞品として続いたが10枚達成者が出なかったため、さらに賞品がマウンテンバイクに変更された経緯がある。マウンテンバイクに変更された際に、圓楽はそれまでの賞品だった「腹黒時計」について「あんなものはいらない」と容赦ないコメントを出している。
- 木久蔵が「私が木久蔵です大作戦」を獲得。（1999年1月24日放送）

5代目圓楽の指示で上越新幹線に乗ったが、車窓から見えたのは広大な雪原にポツンと立っていた『私は林家木久蔵です』と書かれた掛け軸を持っている木久蔵の写真が載せられた、巨大な広告看板だった。
- 小遊三が「楽園パラオのバカンス」を獲得。（1999年6月20日・27日放送）

新婚旅行をしていなかった小遊三夫婦にとっての代わりのバカンスを満喫していた所に、こん平と楽太郎も乱入。この賞品の真の目的は「パラオに寄席『第2若竹』を作ること」と知らされる。言葉や文化の違いに戸惑ったものの、パラオの人々に落語「桃太郎」を披露し、プロジェクトを成功させた。
- 歌丸が「世界の大スターと共演できる権利」を獲得。（1999年9月5日放送）

5代目圓楽を案内役に客席に着席して大スターが到着するのを待機していたが、その大スターの正体はスーツを着用した座布団運びの山田隆夫であり、「ずうとるび」の代表曲である「みかん色の恋」をソロで歌唱しながら登場しただけだった。期待を裏切られた歌丸は激怒し、腹いせにプレゼントされた山田のサイン入りの写真パネルを、その場でへし折った。
- 木久蔵が「ある組織の長になれる権利」を獲得。（1999年12月12日放送）

「組織の長」とは、幼稚園の一日園長だった。
元気な園児たちとダンス、お絵描き、お弁当の楽しい時間を過ごし、最後は本業の落語を披露して大爆笑をさらい、大役を果たした。
- 木久蔵が「好きな番組を製作出来る権利」を獲得。（2000年7月9日放送）

目録には「湯水のように制作費をかけて映画『タイタニック』を超えるような歴史的大作を作りたいと考えているが、準備に時間をかけなければならず、構想に10年、完成までは30年を要する。それまで元気に笑点に居続けて欲しい。」と書かれており、圓楽は30年後まで生きていれば必ず制作すると発言していたが、あくまで冗談である。
企画段階で木久蔵が「木久蔵ラーメンを海外で出店してみたい」と要望したことから、番組の特別編として「木久蔵ラーメンinタイ」を放送。現地で、こん平・小遊三・きくお（現：2代目木久蔵）・菊川怜と合流。タイ人は何にでも砂糖を入れる習慣があることから、砂糖壺を屋台に用意。また、タイの昆虫食として珍重される“ツムギアリの卵”を入れたタイ・オリジナル木久蔵ラーメンを提供した。この特別番組は獲得から1年後の2001年7月8日に放送された。
放映が1年後になったのは木久蔵がロケ直前に胃がんの手術を行ったことで、その術後の回復を待って収録された事情によるものである。
- 歌丸が「写真集出版」を獲得。（2000年12月3日放送）

スーツの他、着物やドレスといった女装姿を含めた写真集が製作された。当初は店頭で発売する予定だったが、出版を請け負う出版社が見つからなかった事情から5代目圓楽の自腹で10冊のみ製本し、抽選による視聴者プレゼントに変更となった。この写真集は、後に『50周年スペシャル』などでも紹介された。
- 小遊三が「2001年宇宙の旅」を獲得。（2001年8月12日放送）

山田が宇宙服を模した衣装を着て登場し、持ってきたのは「2001円、府中の足袋」（府中市にある店舗で、2001円で売っていた足袋）だった。
- 楽太郎が「いざさらば 雪見にころぶ 所まで（松尾芭蕉の句）」を獲得。（2001年12月16日放送）

賞品は「笑点特製スノーボード」で、「笑点」のロゴと豪快に笑う5代目圓楽の似顔絵が描かれていた。
- こん平が「花の雲 鐘は上野か 浅草か（松尾芭蕉の句）」を獲得。（2002年3月31日放送）

賞品は「花見場所取りセット」であり、5代目圓楽の似顔絵シールつきオマルもあった。
- 小遊三が「夏草や 兵どもが 夢のあと（松尾芭蕉の句）」を獲得。（2002年8月25日放送）

くさや（夏、くさや）の本場・新島に行き、くさや作りを体験。魚のくさやを賞味し、最後は色々な魚のくさや干しを食べて、まさにくさや三昧の一日となった。
- 歌丸が「三顧の礼」を獲得。賞品は千円札1枚（3個の零で1000円）。（2003年4月6日放送）
- こん平が「旅は道連れ 世は情け」を獲得。（2003年8月31日放送 こん平、降板前最後の10枚獲得）

こん平の道連れとして山田が同行することとなり、仲直り旅行と称してタヒチ島へ行くこととなった。
- 歌丸が「似たもの夫婦」を獲得。賞品は煮込みうどん（煮た物フーフー）だった。（2003年12月28日放送）
- 楽太郎が「古池や 蛙飛び込む 水の音（松尾芭蕉の句）」を獲得。（2004年4月25日放送）

5代目圓楽からは「神々の島であるバリ島の古池に飛び飛んで、黒い腹を清めて来い」と言われる。現地乱入のこん平と好楽の案内でカルデラ湖近くの滝壺へ行くが、楽太郎が拒否。結局、高級リゾートの露天ジャグジーに飛び込んだあと、バリ式マッサージで腹を白くした。
番組の構成チーフだった城啓介の後日談として、楽太郎が飛び込むことを拒否したカルデラ湖の中に温泉が湧いていて、当初は本当に飛び込むことを予定していたが、その湖の周りに風葬を習慣としている村が存在し、湖の周りに風葬された遺体がそのまま埋められていることもあり、スタッフの配慮によってリゾート内のジャグジーに変更されたとのことである。
- 歌丸が「濡れ手で粟のひとつかみ」を獲得。（2005年5月15日放送 歌丸、大喜利回答者として最後の10枚獲得）

フィリピン紙幣「ペソ」が入っている箱から、現金つかみ取りゲームの要領で1度掴み取る（ひとつかみ）。さらにその掴み取ったペソを元手に、「セブ島カジノツアー一攫千金の旅」へ。
現地乱入の楽太郎を交え、スロットマシンで1000ペソ稼いでルーレットで一攫千金を狙うが、楽太郎のイメージカラーである『黒』を避けて赤に賭け続けた結果大敗し、成功を予定して組まれた祝賀会の費用を自腹で払う羽目になった。
- 小遊三が「明日は明日の風が吹く（映画「風と共に去りぬ」の名台詞）」を獲得。（2005年10月16日放送）

賞品は、5代目圓楽の自宅の押し入れから出てきた10年前の扇風機だった。この翌週から5代目圓楽が病気で休演したため、5代目圓楽時代の事実上最後の10枚獲得。

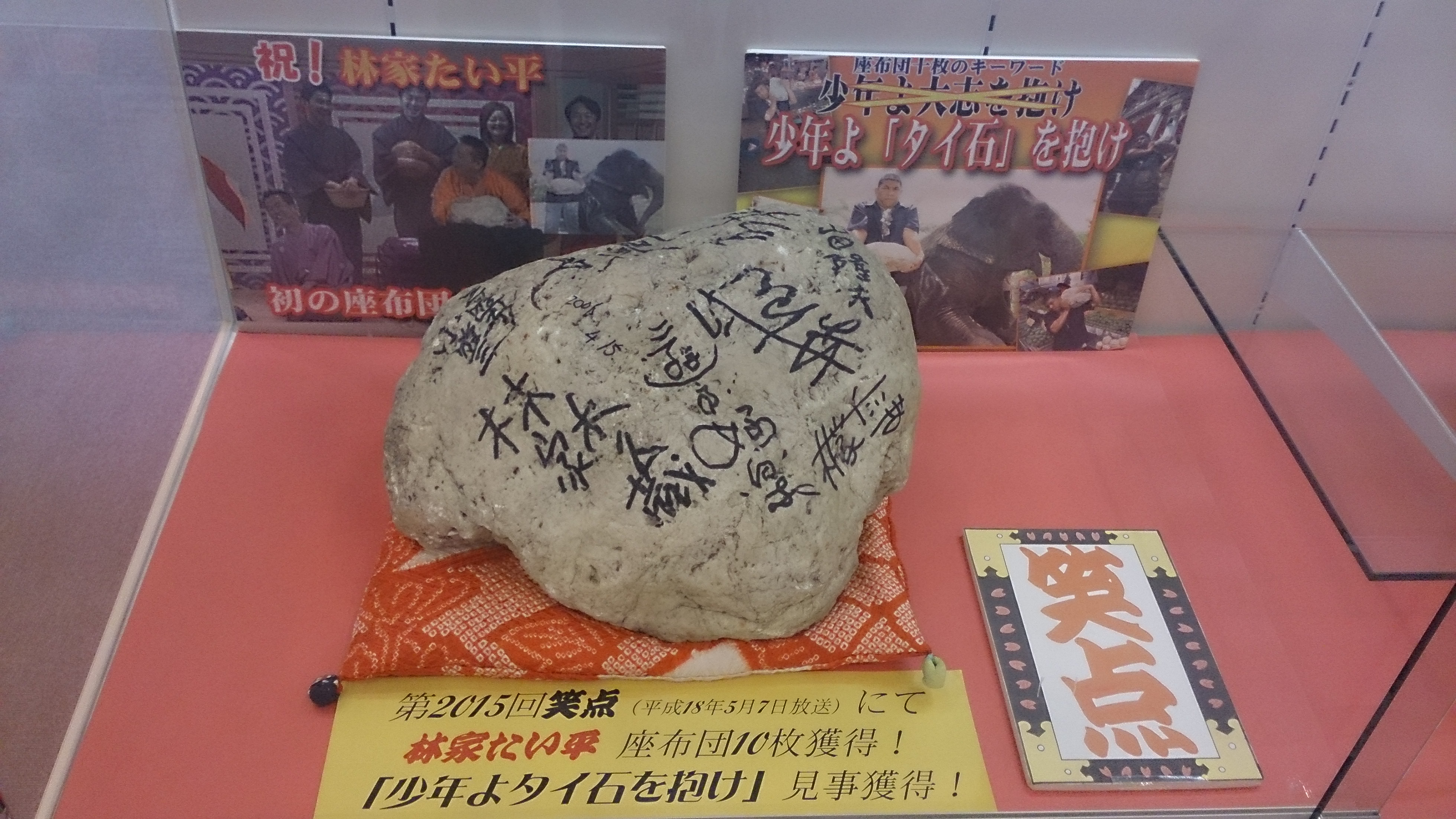
タイの石（横浜にぎわい座 2Fに展示）

- たい平が「少年よ、大志を抱け（クラーク博士の名言）」を獲得。（2006年5月7日放送、たい平最初の座布団10枚獲得）

賞品は「タイの道端に落ちていた石」（証拠写真付き）だった。たい平はこの一抱えもある石を、収録会場の山口県周南市から東京まで持ち帰る羽目になった。この石は当時の笑点メンバーのサインが入れられ、横浜にぎわい座の演芸資料館での展示を経て、後に秩父のたい平の実家を改装した「たい平美術館」に移動の上、展示されている。
歌丸代理司会ならびにたい平代理メンバーとしては唯一の座布団10枚。この翌週の40周年記念スペシャルを以て5代目圓楽が『笑点』から勇退、その翌週より歌丸が正式に司会に就任し、同時にたい平も正式なメンバーとなった。

#### 歌丸時代の豪華賞品
- 好楽が「芸は身をたすく」を獲得。（2006年12月24日放送）

同年にブレイクを果たしたレイザーラモンHG（ゲイは身をたすける）のコスプレだった。
この回は2006年最後の放送だったため、歌丸が「10枚獲得者が出なくても、1番座布団が多かった方に賞品を与える」と発言したが、好楽はちゃんと10枚獲得した上で賞品を獲得した。
- 楽太郎が「天災は忘れた頃にやってくる」を獲得。（2007年4月29日放送）

韓国・済州島で旅行を楽しんでいる最中に木久蔵・好楽が乱入、韓国の「天才」少女と楽太郎が「天災は忘れた頃にやってくる杯」と題したゴルフ対決をすることに。結果は楽太郎が敗れ、罰ゲームとしてお馬さんごっこの馬役をやらされた。6代目円楽襲名前最後の10枚獲得。
- 昇太が「花より団子」を獲得。（2008年3月9日放送 昇太、初の10枚獲得）

「花より団子」と輪島功一（団子屋を経営する元ボクシング世界チャンピオン）が揮毫した掛け軸だった。
- 昇太が「耳をすませば」を獲得。（2008年12月14日放送）

5代目圓楽の笑い声が流れるお守り袋（笑い袋）だった。
- たい平が「渡りに船」を獲得。（2009年9月13日放送）

歌丸の賞品の説明では海外で豪華クルージングだったが、実際はベトナムのジャングルの川をスコールの中、小さな船で自分で漕いで下るというものであった。
その後ホーチミン市へ移動。アオザイをまとったベトナム美女と食事デートを楽しむが、好楽がシクロの運転手やレストランの店員に扮して邪魔をし、最後はスパイとなった好楽が携帯電話でたい平の妻・千華にこれまでの事を密告、電話に代わったたい平が携帯電話に向かって土下座するオチとなった。コーナー終わりのテロップは「こんなこと 錦江湾でも あったよね ［楽］」。
- 昇太が「身から出たサビ」を獲得。（2009年12月20日放送）

ネタ（身）からわさび（サビ）のはみ出したマグロの握り寿司だった。暫く食べるのをためらい、意を決して食べるもあまりの辛さに悶絶し、リアクションどころではなかった。
- 木久扇が「瞳を閉じて」（平井堅の楽曲）を獲得。（2010年6月6日・6月13日放送）

歌丸が瞳を閉じて考えた結果、木久扇のネタの一つ・河童にちなんでのトルコ・カッパドキアの旅を贈呈。前編は陶器の絵付や熱気球に乗ってのカッパドキア遺跡巡り、後編はイスタンブールに行った。山田も同行する事になり、木久扇は最初嫌がっていたものの、結局は2人旅を楽しんだ。現地で描いた「カッパドキアでラーメンを食べる河童」（ほか2種類の計3枚）の絵皿は、視聴者に抽選でプレゼントされた。ナレーションはたい平が担当。
- 6代目円楽が「至福の時」を獲得。（2011年6月12日放送）

賞品の内容は台湾での温泉旅行。「世界にひとつだけの温泉」という触れ込みだったが、実際は自分で河原を掘って入るものだった。その後市内を観光するが、途中で小遊三と好楽も乱入。続いて2人と食事をしたが、勝負で小遊三と好楽に敗れ、罰ゲームで臭豆腐を食べさせられた。最後に「台湾でタイワンな目にあっちゃった（友達できないね）」と締め括っている。ナレーションは前回に続いてたい平が担当。
- 好楽が「会いたかった」（AKB48の楽曲）を獲得。（2012年4月8日放送）

思わず「あー、痛かった」と言ってしまう、足の裏を刺激する番組特製健康マットがプレゼントされた。
- たい平が「晴れたらいいね」（DREAMS COME TRUEの楽曲）を獲得。（2012年8月12日放送）

「張れたらいいね」で賞品はテントだった。この時、たい平は一時的に13枚まで座布団を増やした。
当初は獲得したたい平がこのテントを使ってキャンプに挑戦するロケ企画が予定されていたが、撮影間近に台風が接近していたなどの諸事情により中止となった。
- 木久扇が「人の振り見て我が振り直せ」を獲得。（2013年4月14日放送）

賞品は33年前と同じ「徳島・阿波踊り」だった。この放送分は四国放送開局60周年のため、徳島で収録を行っていた。
- 小遊三が「日本テレビ開局60周年に因んだものすごい賞品」を獲得。（2013年12月1日放送）

同年の汐博のアトラクション「幸せを呼ぶ歌丸スライダー」の一部分である巨大な歌丸の人形だった。両手には扇子を持ち、頭には「祝日テレ60年」の旗が付いている。歌丸は「笑点史上最大の賞品」と称した。その後は落語芸術協会（芸協）の備品となり、芸協のイベントなどで担ぎ出されることもある。
- 木久扇とたい平が「お・も・て・な・し」（2013年流行語大賞）を獲得。（2014年6月29日放送）

歌丸の地元の横浜でもてなしを受けるもの。歌丸行きつけの蕎麦屋で歌丸は蕎麦湯を注文するが、2人は沢山注文する。最後に歌丸が代金を払おうとするが想像を超える額だったため（金額は非公開）、「歌丸もこんなになるとはおもってなし」というオチだった。ナレーションは当時日本テレビアナウンサーの桝太一が担当。
- 好楽が「銀の匙」を獲得。（2014年11月16日放送）

「銀のスプーンを咥えて生まれてきた子供は、一生食べるのに困らない」という西洋の言い伝えに因んで、日本テレビの社員食堂を無料で利用できる利用カードが贈呈された。さらに、限度額は「無制限」、有効期限は「死ぬまで」、本人が連れてきた家族や一門も対象となった（ただし、10枚達成時に渡された巨大なパネル型のカードを持参しなければならないので大変不便）。獲得日の翌週の放送で（実際の訪問日は獲得した収録日の翌日）、好楽が息子の王楽を始めとした家族や親類、とむなどの一門の者、さらに王楽と親交があるガッポリ建設など30名を従え、巨大カードを持ち込んで日テレ社食を訪れて食事する模様が放送された。その際社食の責任者が登場し、「金額無制限、死ぬまで有効」の確約を得た。ナレーションはたい平が担当。
このカードはあくまでも番組のネタであり、これ以降は日本テレビがカードを保管しているため、実際に好楽がこのカードを使用したのはこの1回のみだった。
- たい平が「笑点50年にふさわしいものすごい賞品」を獲得。（2015年5月24日・5月31日放送）

日本テレビ地下3階の鍵が貸し出され、その鍵で開いた麹町分室地下3階の扉の先にある日本テレビの歴史が詰まった番組の記録写真が保管された部屋から、その中にある写真の中から気に入った1枚を持ち帰られるという賞品だった。その中には笑点の写真以外にも日本テレビの他番組の多くの写真が保存されていた。最終的にたい平が選んだ写真は5月31日放送の大喜利の冒頭で発表され、1967年『ご両人登場』から歌丸と歌丸の妻の冨士子が出演した際の写真が選ばれた。ナレーションは徳光和夫が担当。
なお、BS日テレの『笑点 特大号』では地上波未公開シーンが放送されており、6月3日放送分では写真探しの過程でたい平が発見した笑点の映像が収められたフィルム（前述の「東海道五十三次二人旅〈1978年3月26日放送〉」）を放送。翌週の6月10日放送分では後日談として大喜利収録後の楽屋でたい平が前述の写真パネルに歌丸直筆のサインを貰う様子が放送された。
- 昇太が「笑点50年にふさわしい超ものすごい賞品」を獲得。（2016年5月8日放送、昇太、大喜利回答者として最後の10枚獲得）

賞品は50万円の南部箒で、この箒を用いて翌週の50周年記念特番に向けて、舞台上の掃除をすることを命じられた。
さらに、昇太が賞品を獲得してからは6代目円楽の発言により、10枚に達した者が昇太の掃除を手伝うというルールで大喜利を続行。その結果、6代目円楽・たい平・木久扇の3人が歌丸の計らいによって即座に10枚に達し、手伝うことになった。

#### 昇太時代の豪華賞品
昇太の司会就任後は、座布団10枚の賞品のキーワードは特に設けられていない。一時期は「十枚箱」と呼ばれる千両箱を模した鍵つきの箱が用意され、そこに賞品の目録が収められていた。
- 好楽が「新時代の笑点にふさわしい賞品」を獲得。（2017年3月19日放送で獲得、3月26日放送）

内容は「番組前半の演芸コーナー出演権」で、今回は「観客を必ず笑わせる」という条件つきで、出演者や内容など全ての決定権が与えられた。
獲得翌週の演芸コーナーで放送され、好楽に加えて長男の王楽を始めとする家族、弟子たちがほぼ総出で出演し、いつもここからと『悲しいとき』ネタでのコラボ演芸を披露した。
- 6代目円楽が「2018年Shotan（昇太）カレンダー」を獲得。（2017年11月5日放送、史上初の同一放送回で同一出演者が2度10枚達成）

1975年以来、42年ぶりにカレンダーが座布団10枚の賞品となった。表紙にはメンバー全員の写真が使われているが、中身は昇太の写真集カレンダーだった。円楽は1問目で10枚に達成した後に没収があったため、この放送回で2度10枚に達成し、同じカレンダーを2部獲得した（しかし、1部は観客の女性に譲っている）。このカレンダーは『笑点暦』と異なり非売品である。
- たい平が「ズワイガニ」を獲得。（2019年3月17日放送）

この時は鳥取での地方収録だったため、「十枚箱」から出てきた目録には「鳥取の特産品がいっぱい」と書かれていた。しかし、実際はカニが一杯（一匹分）という内容だった。
- 6代目円楽が「笑点特製電動アシスト自転車」を獲得。（2020年10月18日放送）

「十枚箱」から出てきたのは自転車の鍵。ホイールには、昇太のサインと顔写真がプリントされている。
- 好楽・たい平・木久扇・6代目円楽・小遊三が「笑点特製55周年記念・モザイクアートジグソーパズル」を獲得。（2021年9月5日放送 6代目円楽、事実上最後の10枚獲得）

これまでの笑点での写真を多数使用したモザイクアートで、全体で見ると「笑点55周年」という文字と、2021年当時のメンバー8名と歴代司会者5名の合成集合写真が浮かび上がる仕様となっている。『笑点』の55周年を記念した賞品だったものの、ジグソーパズルが面倒などといった理由から一部のメンバーからは不評だった。
最初に獲得した好楽が特大サイズ（55周年に因んで5500ピース）、他の4名は小さいサイズの物が与えられた。なお、三平は9枚のところで時間切れとなり、獲得できなかった。
- 宮治が「夢を叶える権利」を獲得。(2022年12月4日・2023年1月1日放送　宮治最初の10枚獲得)

獲得の1ヶ月前の2022年11月6日放送分で、「座布団十枚座談会」として演芸コーナーの枠で過去の座布団10枚達成時の賞品を振り返ったり、メンバーの希望賞品を発表したりする座談会を開催。この回からはこの時出した希望賞品が贈呈されることに決まり。この時宮治は、近日多忙で家族との交流が少なったことを理由に「家族におもてなしをしたい」と要望し、10枚達成後に「夢を叶える券」が贈呈され、番組の予算と力を最大限に使った「家族へのおもてなし」を実施。宮治は福岡へ行き、玄海灘で魚を釣り、釣った魚を寿司屋で捌き、家族の前で寿司を握ってもてなした。家族からは帽子をプレゼントされた。ロケパートのナレーションはたい平が担当。
因みに宮治以外のメンバーの希望は、小遊三が「大谷選手と卓球対決」、たい平が「ミニ秩父夜祭」、木久扇が「生前葬」、好楽が「ラスベガスで大儲け」だった。
- 木久扇が「やりたいことを叶えられる権利」を獲得。(2023年10月22日・11月12日・19日放送　木久扇、卒業前最後の10枚獲得)

木久扇は「大喜利の司会をやりたい」と希望。しかし、昇太の「普通の大喜利だと心配」という意向から、11月12日・19日放送の「若手大喜利」の方の司会を特別に担当した。
- 小遊三が「2024年輝いた人に会える権利」を獲得[39]。(2024年12月22日・2025年1月1日放送)

「輝いた人」とは2024年パリ五輪卓球女子団体で銀メダルを獲得した平野美宇。小遊三と20年ぶりの再会となった。ハンディキャップとして平野にはラケットの代わりにキッチン用品を選んで試合を行った。試合の結果、小遊三が勝利した。ロケには宮治と晴の輔が同行。ロケパートのナレーションは一之輔が担当。

### その他の豪華賞品
10枚達成ではないが、スペシャルなどで最も座布団を獲得したメンバーに賞品が贈られることがある。
- 特別大喜利での豪華賞品
  - 小圓遊が「ミス桜の女王とキスができる権利」を獲得。しかし、キスができる相手は実際に登場したミス桜の女王ではなく、女装した松崎真だった。（1978年5月7日 サンフランシスコ大喜利）
  - 楽太郎が「ハワイの美女とキスができる権利」を獲得。今回は本物の美女だった。（1980年10月12日 ハワイ大喜利）
  - 木久蔵が「トイレットペーパー1999本」を獲得。（1999年12月26日 年忘れ大喜利）
  - 好楽が「メイドの衣装」を獲得。（2006年5月14日 天国よいとこ昇天大喜利）
  - 好楽と小遊三が「モアイ像の人形」を獲得。（2006年5月14日 5代目圓楽司会最後の大喜利）
  - メンバー全員が「歌丸の写真入りアイマスク」を獲得。（2011年5月15日 45周年記念大喜利）
  - たい平が「大喜利の司会ができる権利」を獲得。しかし、実際にできたのはその回の締めの挨拶だけであり、昇太の写真を基に作られたお面を着用し、さらに実際に昇太がかけている眼鏡を借用して行うことになった[41]。（2018年5月13日　ニコニコ超会議2018超笑点ステージ）
  - 小遊三・三平が「ゴジラ賞」を獲得。内容は、この回のVTRゲストだった松井秀喜のサイン入りのバットとグローブだった。小遊三と三平が同点だったことからどちらか1つが与えられることとなり、じゃんけんの結果三平がバット、小遊三がグローブを獲得した。（2021年5月16日 55周年記念大喜利）
- 対抗戦大喜利での豪華賞品
  - 歌丸・木久蔵・楽太郎（歌丸チーム）が「笑点特製・クリスマスケーキ」を獲得。（2000年12月24日）
  - 歌丸・楽太郎・小遊三（歌丸チーム）が「木久蔵ラーメンと山田隆夫のCD」を獲得。（2001年12月23日）
  - 歌丸・楽太郎・小遊三（歌丸チーム）が「島津製作所風オリジナル笑点作業着」を獲得。（2002年12月29日）
  - 歌丸・木久蔵・好楽（歌丸チーム）が「大掃除セット」を獲得。（2004年1月4日）
  - 木久扇・好楽・小遊三（おじさんチーム）が「歌丸羽子板」を獲得。（2007年12月30日）
  - 楽太郎・昇太・たい平（壮年チーム）が「歌丸湯たんぽ」を獲得。（2009年12月27日）
  - 両チームがブブゼラを獲得。（2010年12月26日）
  - 6代目円楽・昇太・たい平（若手チーム）が「歌丸サンタ人形」を獲得。（2011年12月25日）
  - 6代目円楽・昇太・たい平（幼稚園チーム）が「歌丸ホットカーペット」を獲得。（2012年12月23日）
  - 6代目円楽・好楽・小遊三（三遊亭チーム）が「木久蔵ラーメン」を獲得。敗北した林家チームにも「円楽腹黒ラーメン」が特別に与えられた。（2018年12月23日）
  - 木久扇・好楽・小遊三（ベテランチーム）が「綾瀬はるかが作る開運料理」を獲得。綾瀬の計らいにより、敗北したヤングチームにも少しだけ試食することが認められた。（2023年1月1日）
  - 木久扇・好楽・宮治（木久扇チーム）が「靴下」を獲得。（2023年12月24日）
- 寿大喜利での豪華賞品
  - 歌丸が「バナナ」を獲得。楽太郎が1本つまみ食いしていた。（2004年1月1日 新春スペシャル）
  - 小遊三が「骨」を獲得。（2006年1月1日 『大笑点』）
  - 好楽が「野菜セット」を獲得。（2007年1月1日 『大笑点』）
  - 昇太が「チーズ」を獲得。（2008年1月1日 『大笑点』）
  - 小遊三が「よだれ掛け」を獲得。（2009年1月1日　新春スペシャル）
  - 好楽・小遊三・昇太が「巨大猫じゃらし」を獲得。（2010年1月1日 新春スペシャル）
  - 木久扇が、「ホッピング」を獲得。（2011年1月1日 新春スペシャル）
  - 小遊三が、「笑点特製凧」を獲得。（2012年1月1日 新春スペシャル）
  - 6代目円楽が、「蛇口」を獲得[注 102]。（2013年1月1日 新春スペシャル）
  - 木久扇・昇太が、「高級食パン」を獲得。（2014年1月1日 新春スペシャル）
  - 6代目円楽・たい平が、「歌丸枕」を獲得。（2015年1月1日 新春スペシャル）
  - 6代目円楽が、「高級バナナ」を獲得。箱に8本入っていたことから、たい平が勝手にメンバー全員に1本ずつ分配してしまい、その後は全員が舞台上で食べていた。（2016年1月1日 新春スペシャル）
  - 木久扇が、「綾瀬はるかと個室で過ごす権利」を獲得。翌週1月8日にその様子が放送された。コーナーの後半では昇太も乱入した。（2017年1月1日 新春スペシャル）
  - 好楽・木久扇が、「骨型のクッション」を獲得。（2018年1月1日 新春スペシャル）
  - 木久扇が、「綾瀬はるかと付き合える権利」を獲得。しかし、実際は綾瀬と羽根突き（「つき合える」ではなく、「突き合える」）ができるということだった。（2019年1月1日 新春スペシャル）
  - たい平が、「はるかとキスができる権利」を獲得。しかし、キスができる相手はゲストの綾瀬はるかではなく、ネズミの着ぐるみを着て突如現れたハリセンボンの箕輪はるかだった。（2020年1月1日 新春スペシャル）
  - 6代目円楽が、「綾瀬はるかと一緒になれる権利」を獲得。しかし、内容は綾瀬の顔出しパネルに顔を入れて、綾瀬と同じ姿になれるというものだった。（2021年1月1日 新春スペシャル）
  - メンバー全員（昇太含む）が、「綾瀬はるか個人レッスンの権利」を獲得。綾瀬はメンバーらに「落語を教えてほしい」と要望し、「落語道場」と称してメンバー全員がそれぞれ綾瀬に対して落語の指導を行い、この模様は各コーナーの幕間に放送された。（2022年1月1日 新春スペシャル）

## BS笑点・笑点Jr.の大喜利
『BS笑点』と『笑点Jr.』の大喜利は、基本的なルールは本家の大喜利と同様である。

### 座布団・独自ルール
番組で使われる座布団の大きさが本家のものより一回り小さい（笑点グッズの一つとして販売されている座布団カバーと同じくらいの大きさ）。また、用意された枚数も少ない。
独自のルールとして、獲得した座布団の枚数が一番少ないメンバーは次回の大喜利に出演できない（いわゆるノックアウト方式のメンバー入れ替え制）。また、それぞれ獲得した座布団は毎回1枚にリセットされる。座布団0枚の状態で座布団没収に相当する回答を出すと、1歩分舞台の奥の方へ後退させられる（2005年〈平成17年〉12月ごろから追加）。座布団0枚のメンバーが複数名いる場合は、座る位置が最も舞台の奥になったメンバーが入れ替えの対象となる。
地方収録では特別ルールとして、地方収録2回目時点で座布団枚数が一番多かったメンバーには「豪華賞品」が贈られ、そのメンバーは次回はお休みとなる（事実上出演権を剥奪される訳ではない）。

### 席順
『BS笑点』・『笑点Jr.』の大喜利の中で最も多かった席順のみ紹介する（『笑点Jr.』における木久蔵は2代目木久蔵）。またここでのメンバー落語家の配色は放送終了時点のものとする。
| BS笑点         | BS笑点                     | BS笑点                     | BS笑点                     | BS笑点                     | BS笑点                     | BS笑点                     | BS笑点                                             |
| 2003年〜2005年 | 2003年〜2005年             | 2003年〜2005年             | 2003年〜2005年             | 2003年〜2005年             | 2003年〜2005年             | 2003年〜2005年             | 2003年〜2005年                                     |
| 回数           | 出演メンバー（左側が下手） | 出演メンバー（左側が下手） | 出演メンバー（左側が下手） | 出演メンバー（左側が下手） | 出演メンバー（左側が下手） | 出演メンバー（左側が下手） | 備考                                               |
| -------------- | -------------------------- | -------------------------- | -------------------------- | -------------------------- | -------------------------- | -------------------------- | -------------------------------------------------- |
| 3回            | 笑志                       | 愛楽                       | きくお                     | たい平                     | 柳好                       | 玉の輔                     |                                                    |
| 2005年〜2007年 |                            |                            |                            |                            |                            |                            |                                                    |
| 5回            | 愛楽                       | 文左衛門                   | きくお                     | 笑志                       | 柳好                       | 玉の輔                     | この席順の場合は、柳好が最下位になることが多い。   |
| 4回            | 愛楽                       | 文左衛門                   | きくお                     | 彦いち                     | 柳好                       | 玉の輔                     | この席順の場合は、きくおが最下位になることが多い。 |
| 3回            | 愛楽                       | 文左衛門                   | 栄助                       | 彦いち                     | 柳好                       | 玉の輔                     |                                                    |

| 笑点Jr. | 笑点Jr.                    | 笑点Jr.                    | 笑点Jr.                    | 笑点Jr.                    | 笑点Jr.                    | 笑点Jr.                    | 笑点Jr.                                     | 笑点Jr. |
| 回数    | 出演メンバー（左側が下手） | 出演メンバー（左側が下手） | 出演メンバー（左側が下手） | 出演メンバー（左側が下手） | 出演メンバー（左側が下手） | 出演メンバー（左側が下手） | 備考                                        |         |
| ------- | -------------------------- | -------------------------- | -------------------------- | -------------------------- | -------------------------- | -------------------------- | ------------------------------------------- | ------- |
| 12回    | 愛楽                       | 文左衛門                   | 木久蔵                     | 生志                       | 柳好                       | 玉の輔                     | 『笑点Jr.』以降は、この席順が基準となった。 |         |
| 6回     | 愛楽                       | 文左衛門                   | 木久蔵                     | 生志                       | 蘭                         | 玉の輔                     |                                             |         |
| 5回     | 愛楽                       | 文左衛門                   | 百栄                       | 生志                       | 柳好                       | 玉の輔                     |                                             |         |

### 座布団10枚の豪華賞品
- 愛楽が「美味しい牛肉のお店に行ける権利」を獲得。（2009年3月22日放送）

木久蔵とセイラも合流し、大田原牛の専門店へ。そこではすき焼きとしゃぶしゃぶが出された（しかし選択制だったため、愛楽はすき焼きを選択）。
しかし本当は「牛肉の店に入れるだけで牛肉そのものを食べることはできない」となっていたため、愛楽は「クイズに答えれば牛肉を食べられる」という条件で木久蔵が出した問題（内容は自身のペットにちなんだ問題だった）に挑戦するも結局不正解となり、すき焼きは木久蔵とセイラが食べ、自身は食べられなかった上に椅子に縛りつけられた。
※（）内は10枚達成の放送日ではなく、獲得賞品の放送日である。

#### その他の豪華賞品
地方収録などで最も座布団獲得したメンバーに送られた「ものすごい賞品」
- 『BS笑点』
  - 彦いちが10枚達成にはならなかったものの、座布団が最多の7枚獲得・トップ賞ということでBS・110度CSアンテナと地上・BS・110度CSデジタルチューナーを獲得。（2007年2月17日放送）

これは2007年（平成19年）4月よりBS日テレから日テレプラス&サイエンス（現：日テレプラス ドラマ・アニメ・スポーツ）へ放送枠を移動し、『笑点Jr.』として放送されることにちなんだ賞品だが、日テレプラス&サイエンスを見るための視聴料は獲得者の自己負担となった。
- 『笑点Jr.』
  - 愛楽が「初代セントレア名人」に認定し、「2泊3日のサイパン旅行」を獲得。セントレアのマスコットキャラクター「なぞの旅人フー」に伴われてサイパンへ。（2007年12月16日放送 第1回セントレア名人決定戦）

国際的平和のためにサイパンの人々に自分のギャグを広めようとしたが、受けなかった（しかしモノマネは受けた）。
  - 愛楽が「使い道に困った番組の座布団全部」を獲得。（2011年2月13日放送）